# Histoire de la Biélorussie
Vous lisez un « bon article » labellisé en 2008.

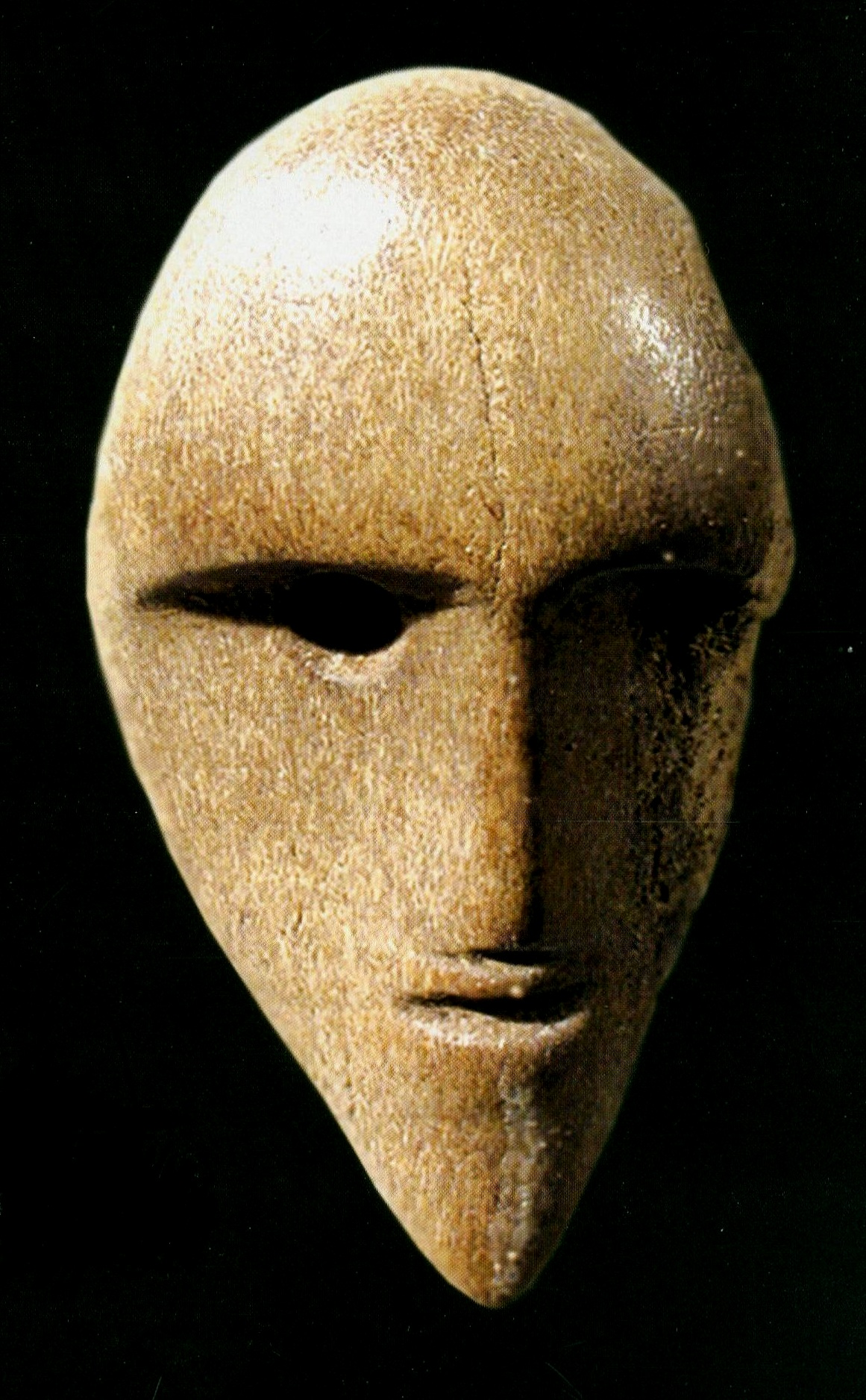
Figure humaine du néolithique, district de Beshenkovichi, région de Vitebsk

La Biélorussie est l'un des derniers États de l'Europe à s'être constitué comme nation.
Les Biélorusses eux-mêmes sont considérés comme un véritable peuple uniquement à partir du XXe siècle.
Ainsi, les différentes appellations usitées pour ces territoires au cours des siècles (Ruthénie, Russie blanche et Bélarus entre autres) indiquent une foncière incertitude d'identité et de statut du pays, incertitude toujours sensible.
Bien que la principauté de Polotsk médiévale puisse être considérée comme la première forme d'État biélorusse, par la suite, le pays a toujours été adossé ou incorporé à de grandes puissances qui lui ont souvent imposé leur culture de manière autoritaire : le grand-duché de Lituanie, ensuite l'Empire russe et enfin l'Union soviétique.
Depuis la chute de celle-ci en 1991, la Biélorussie est indépendante et sa souveraineté est reconnue mondialement.
En 2024, sur un territoire de 207 600 km2, ce pays sans littoral abrite environ 9 155 000 de Biélorusses (ou bélarussien(ne)s), parlant très majoritairement le biélorusse (biélarouskaïa mova). La population, estimée à 5 millions en 1926, 8 en 1958, 9 en 1970, a atteint son maximum en 1994 (10 243 506), avec une importante population immigrée (Russie, Ukraine, Kazakhstan...).
La diaspora biélorusse (en) serait d'environ 3 millions de personnes (États-Unis, Russie, Ukraine, Kazakhstan, Lettonie, Lituanie, etc.).

## Préhistoire
La préhistoire (ainsi que la protohistoire) régionale reste méconnue en Europe occidentale.
- Culture de Janislawice
- Culture Yamna
- Musée archéologique de Brest (Bélarus) (de)
- Sites archéologiques en Biélorussie (en)

## Des origines à la principauté de Polotsk (Moyen Âge)
Les historiens font débuter l'histoire du pays au VIe siècle. Depuis cette époque et jusqu'au VIIIe siècle, le territoire de ce qui deviendra la Biélorussie est envahi par des tribus protoslaves, elles-mêmes repoussées par des envahisseurs orientaux tels que les Mongols. Les peuplades autochtones baltes, finno-ougriennes et nomades qui occupent les plaines sont rapidement assimilées. Les premiers Slaves (liste des tribus slaves médiévales) vivent de l'agriculture et du commerce de leurs produits agricoles, de la fourrure, de la cire, du miel et de l'ambre. Ils sont païens.
Les principales tribus (localement), les Krivitches, les Drégovitches (en) et les Radimitches (ru) créent du VIe siècle au XIIe siècle plusieurs États primitifs,. Ces États commercent avec les Vikings qui installent du IXe siècle au Xe siècle des comptoirs entre la Scandinavie et l'Empire byzantin : route commerciale des Varègues aux Grecs.

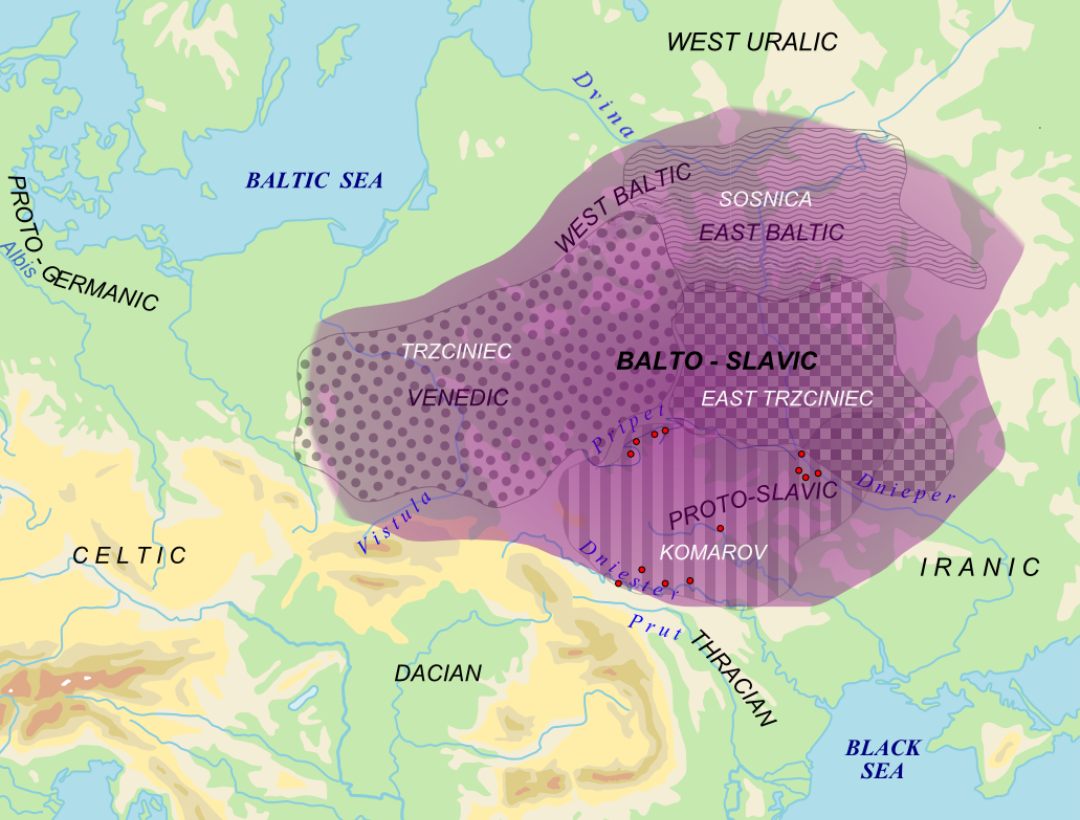
Langues balto-slaves
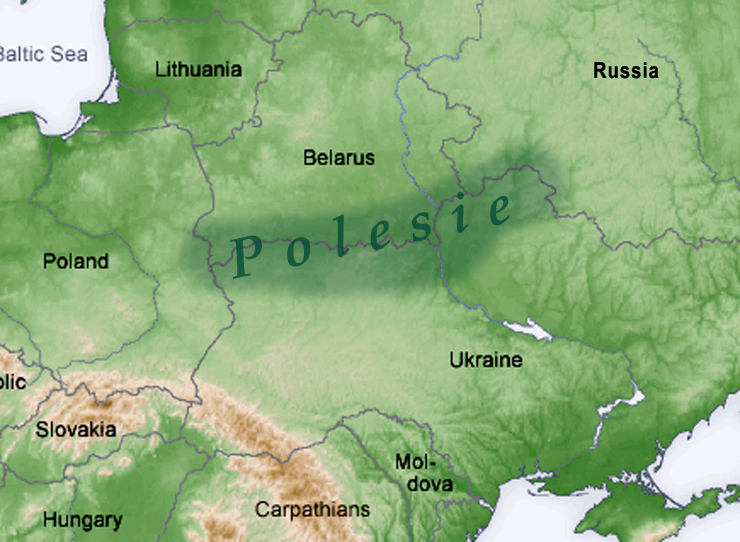
Polésie
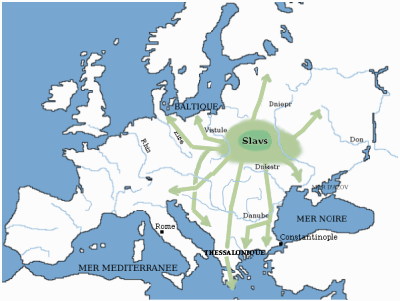
Origines et dispersion des Slaves
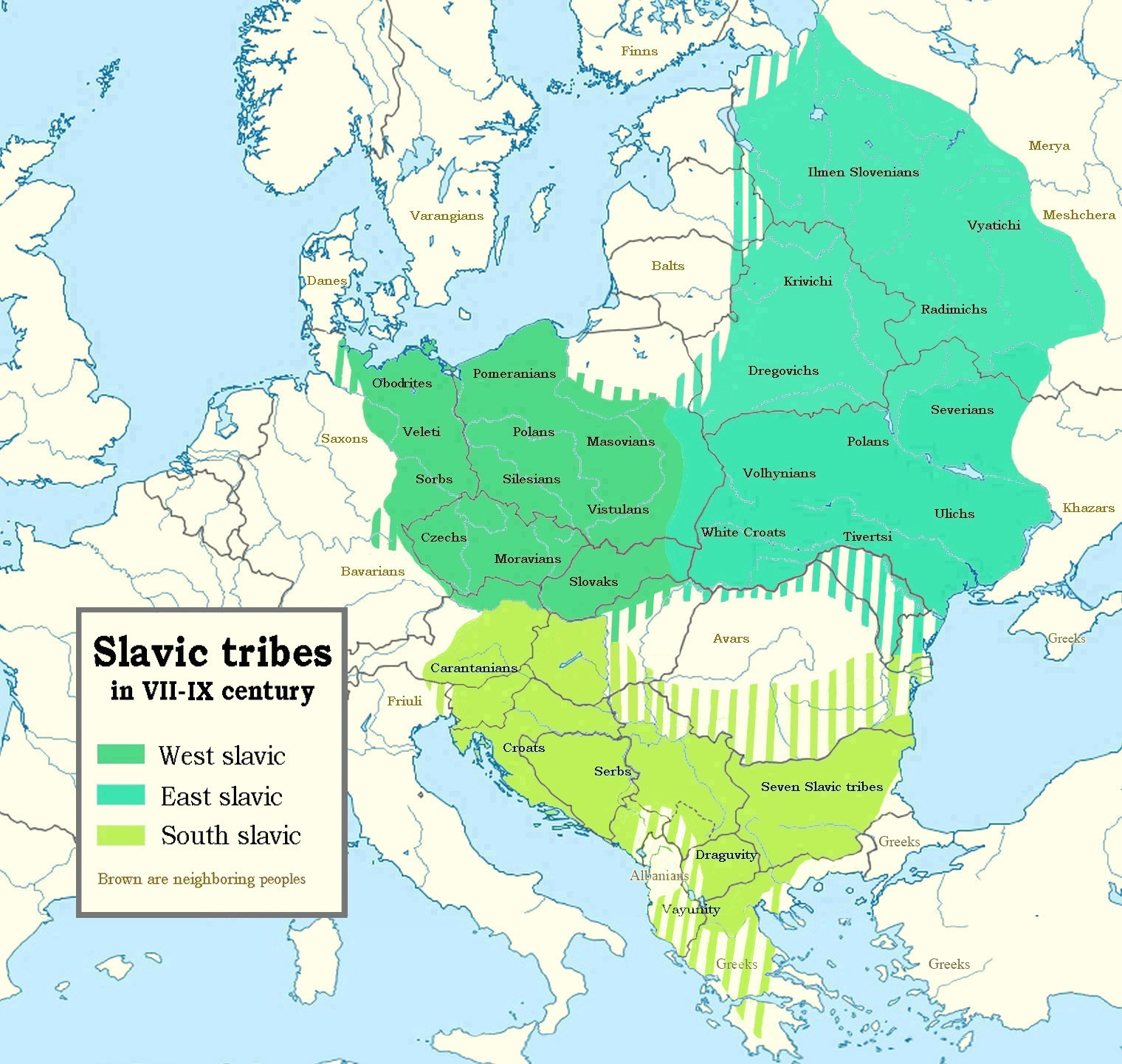
Tribus slaves vers 700-800
Expansion viking

À cette époque, Xe siècle, naît dans la partie Sud un nouvel État qui accroît rapidement sa puissance, la Rus' de Kiev (862-1240), qui domine plus ou moins les tribus biélorusses, mais les vastes marais du Pripiat (marais de Pinsk) maintiennent l'isolement des tribus des Kiéviens.
Les tribus biélorusses, sous l'influence kiévienne, s'organisent en plusieurs États, comme les principautés de Vitebsk, de Minsk ou de Mstsislaw. La principauté de Polotsk (880c-1307), qui émerge au IXe siècle,, se pose rapidement comme l'État majeur de la région. Il s'étend d'abord autour de la ville de Polotsk, au nord du pays, et prend ensuite peu à peu, lorsqu'il soumet les autres principautés, la forme approximative de la Biélorussie. Les princes de Polotsk, pourtant devenus puissants, acceptent progressivement, au cours des Xe et XIe siècles, la suzeraineté de la Rus' de Kiev. Néanmoins, les marais du Pripiat (ou de Pinsk) leur garantissent toujours une certaine autonomie.

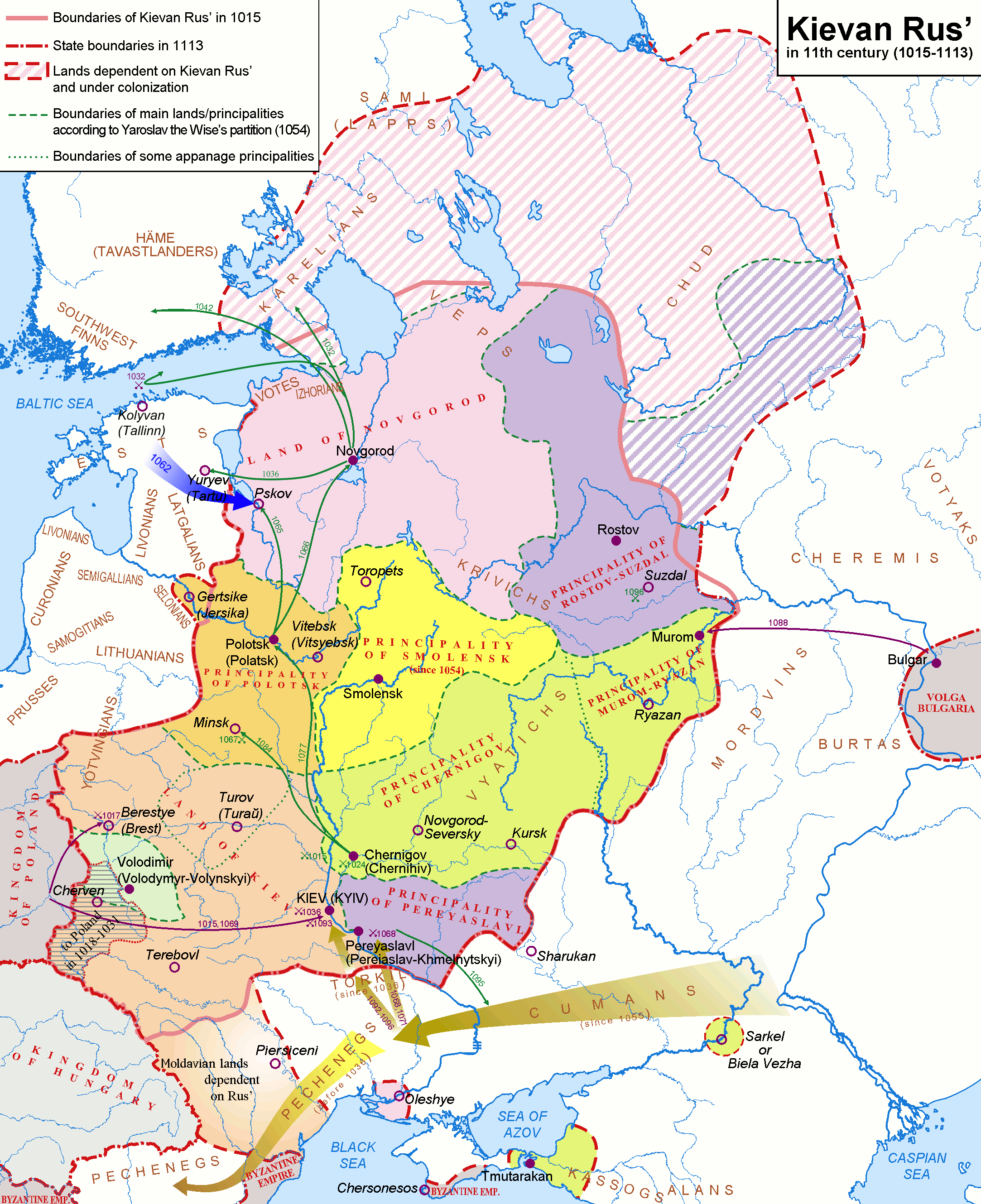
La principauté de Polotsk (en orange), à l'intérieur de la Rus' de Kiev
Situation vers 1132
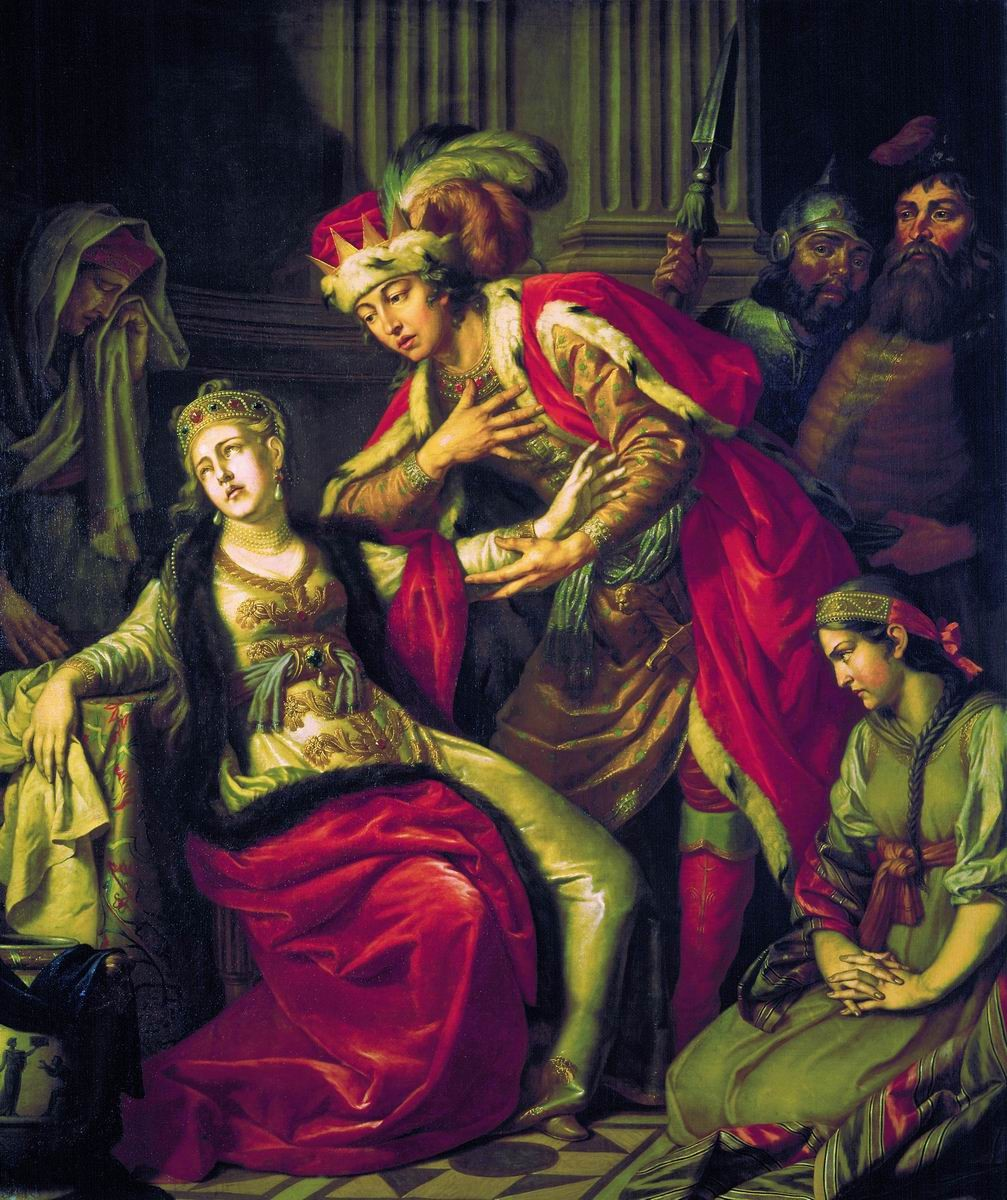
L'enlèvement de Rogneda vu par un artiste du XVIIIe siècle
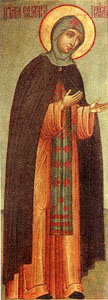
Sainte Euphrosine de Polotsk

Les événements les plus marquants de l'histoire de la principauté ont lieu après la mort de Sviatoslav Ier, prince de Kiev, en 972. Celui-ci laisse deux fils, Vladimir et Iaropolk, qui s'affrontent dans une guerre de succession. Ils cherchent tous les deux l'appui de Polotsk, et sa bonne armée. Ainsi, Vladimir demande la main de sa fille, Rogneda. Celle-ci ayant refusé, le prince kiévien revient à Polotsk pour l'enlever en tuant sa famille et en brûlant la ville. Rodnega doit alors l'épouser et le suivre à Kiev.
Quelques années plus tard, le désir du prince d'épouser une chrétienne l'oblige à se convertir, ce qu'il fait en 987. Il divorce de ses précédentes épouses et Rogneda se réfugie dans un couvent, puis retourne avec son fils à Polotsk où elle convertit ses sujets au christianisme oriental, comme l'encourage son ancien époux.
Pendant la seconde moitié du XIe siècle, sous le règne du prince Vsieslav, la principauté de Polotsk connaît son apogée et s'affranchit de l'influence de Kiev. Cet apogée se traduit par une large autonomie et un épanouissement culturel et religieux ayant notamment donné le jour à la cathédrale Sainte-Sophie de Polotsk, qui rivalise avec les plus belles églises de son époque, ainsi qu'aux manuscrits de sainte Euphrosine de Polotsk (1110-1173) et de l'évêque Cyrille de Touraw (1130-1182).
À partir de 1139, la principauté et la Rus' de Kiev se divisent en une multitude de fiefs, dont les seigneurs se lancent dans une lutte féroce pour le contrôle des principales villes. Le déclin qui en résulte est aggravé par l'invasion de la Rus' par des chevaliers allemands et, bien que la principauté soit épargnée par les invasions mongoles qui affligent l'est de l'Europe de 1232 à 1242,, la menace de nouvelles attaques contraint les seigneurs à demander la protection du grand-duché de Lituanie en 1240.
- Slaves, liste des tribus slaves médiévales, slavistique, proto-slave, langues slaves
- Slaves orientaux, colonisation slave du nord-est de la Russie
- Liste des principautés slaves de l'Est
- Varègues, Vikings des pays scandinaves empruntant la route commerciale des Varègues aux Grecs
- Khaganat de la Rus' (VIIIe – IXe siècle) (830c-890c/1240)
- Subdivisions de la Rus' de Kiev (en)
- Principauté de Tourov et Pinsk (980c-1250c), liste des princes de Turov (en)
- Principauté de Polotsk (987-1307), liste des princes de Polotsk (en)
- Principauté de Smolensk (1054-1404), liste des princes de Smolensk
- Principauté de Vitebsk (en) (1101-1508)
- République de Novgorod (1136-1478), liste des princes de Novgorod
- Principauté de Slutsk (en) (1160c-1360c), Chronique des temps passés''
- Principauté de Vladimir-Souzdal (1168-1389), capitale Rostov Veliki puis Souzdal, Grand Prince de Vladimir (en)
- Principauté de Mstislavl (en) (1180-1377)

## La domination lituanienne (1307-1569)

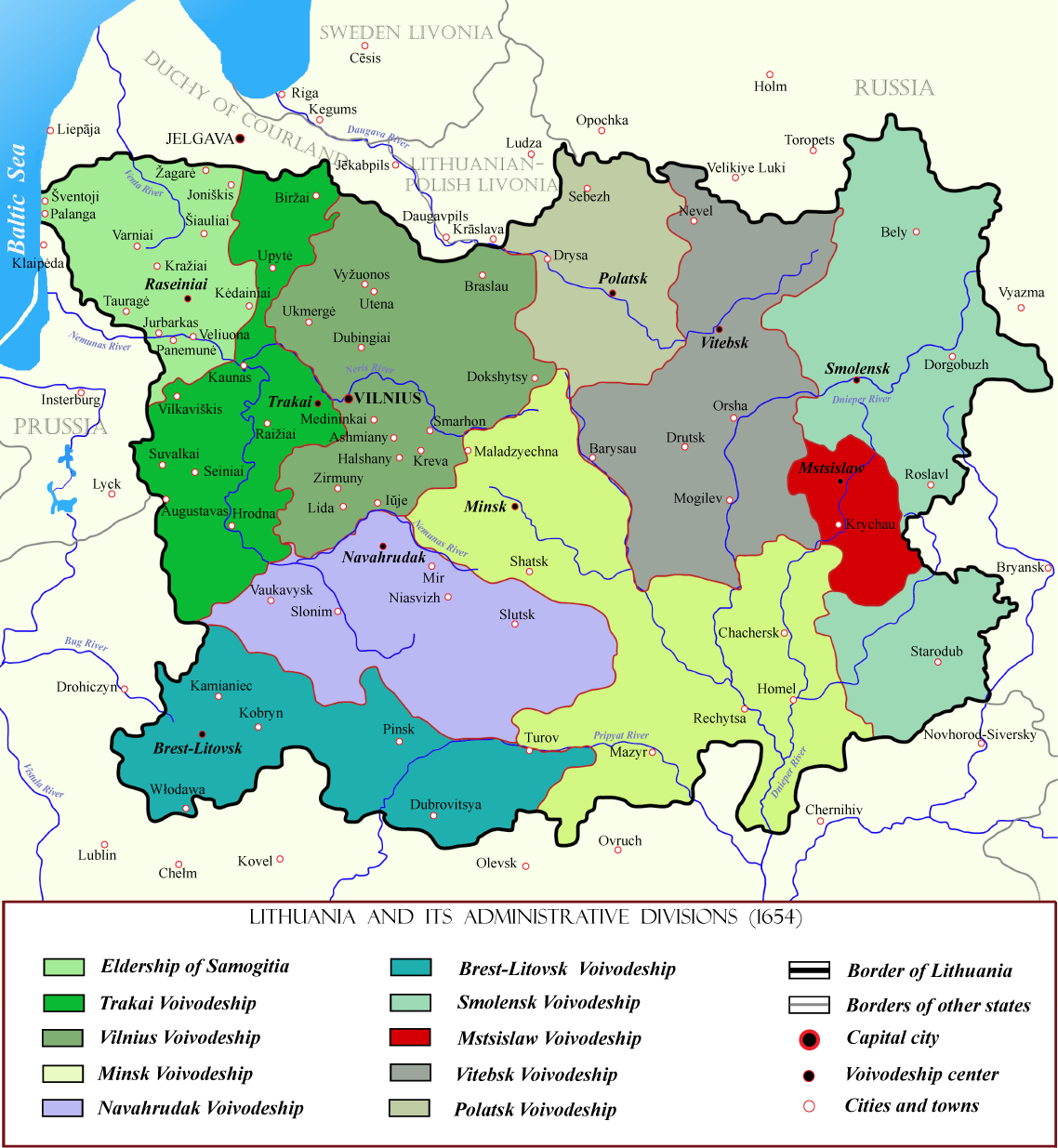
Les voïvodes du grand-duché.

La principauté de Polotsk est définitivement rattachée au grand-duché de Lituanie en 1307, puis elle est remplacée par les voïvodes de Polotsk, Minsk, Vitebsk, Smolensk, Mstsislaw, Brest et Navahroudak. Ces voïvodes sont à l'origine du découpage administratif et des frontières de la Biélorussie.
Loin d'opprimer leurs peuples vassaux, les grands-ducs lituaniens, qui régentent également la majeure partie de l'Ukraine, laissent beaucoup de droits aux Slaves. Ainsi la religion orthodoxe maintenue, continue à se répandre à l'intérieur du grand-duché, alors que celui-ci est avant tout catholique ; les langues slaves, alors appelées ruthènes, sont employées par l'administration, et s'épanouissent jusqu'à former le biélorusse et l'ukrainien actuels.

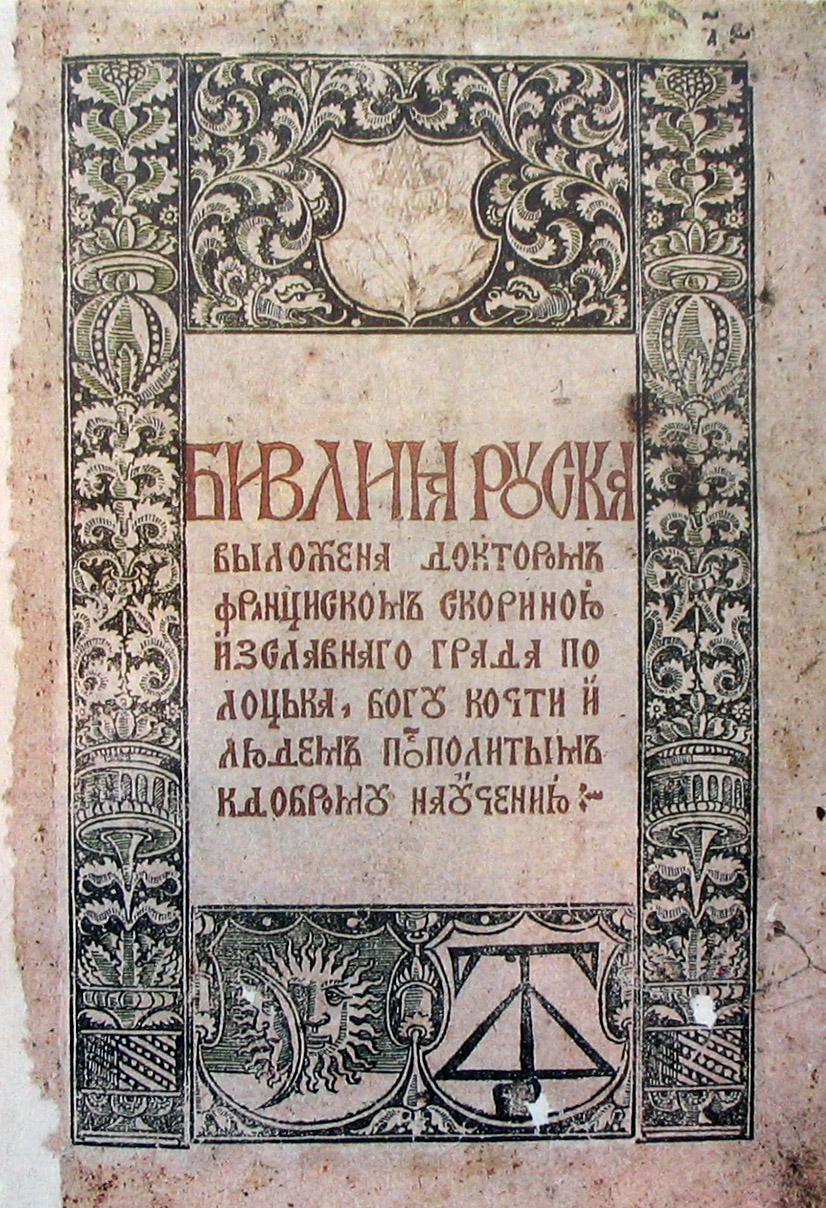
Couverture de la Bible de Francysk Skaryna.

La reconnaissance de ces droits est surtout motivée par le fait que les Slaves sont majoritaires dans le grand-duché et que leur poids n'est pas négligeable dans la dissuasion des potentiels envahisseurs. Preuve de l'égalité à l'intérieur de l'État, les Slaves de Biélorussie étaient généralement considérés comme des Lituaniens à part entière. Par ailleurs, la première capitale du grand-duché est une ville slave, Navahroudak.
En 1385, l'Union de Krewo signée par Jogaila, grand-duc de Lituanie, et Hedwige d'Anjou, reine de Pologne, est scellée par le mariage des deux intéressés. Jogaila, après s'être converti au catholicisme, devient roi de Pologne sous le nom de Ladislas II Jagellon. Les deux États se rapprochent alors sensiblement.
Francysk Skaryna, homme de lettres biélorusse, publie en 1517 à Prague le premier livre en biélorusse imprimé avec la première presse en cyrillique ; il s'agit d'une Bible. Plus tard, vers 1522, il installe une imprimerie à Vilna, la première d'Europe orientale.

## Union de la Pologne et de la Lituanie (1569-1772)

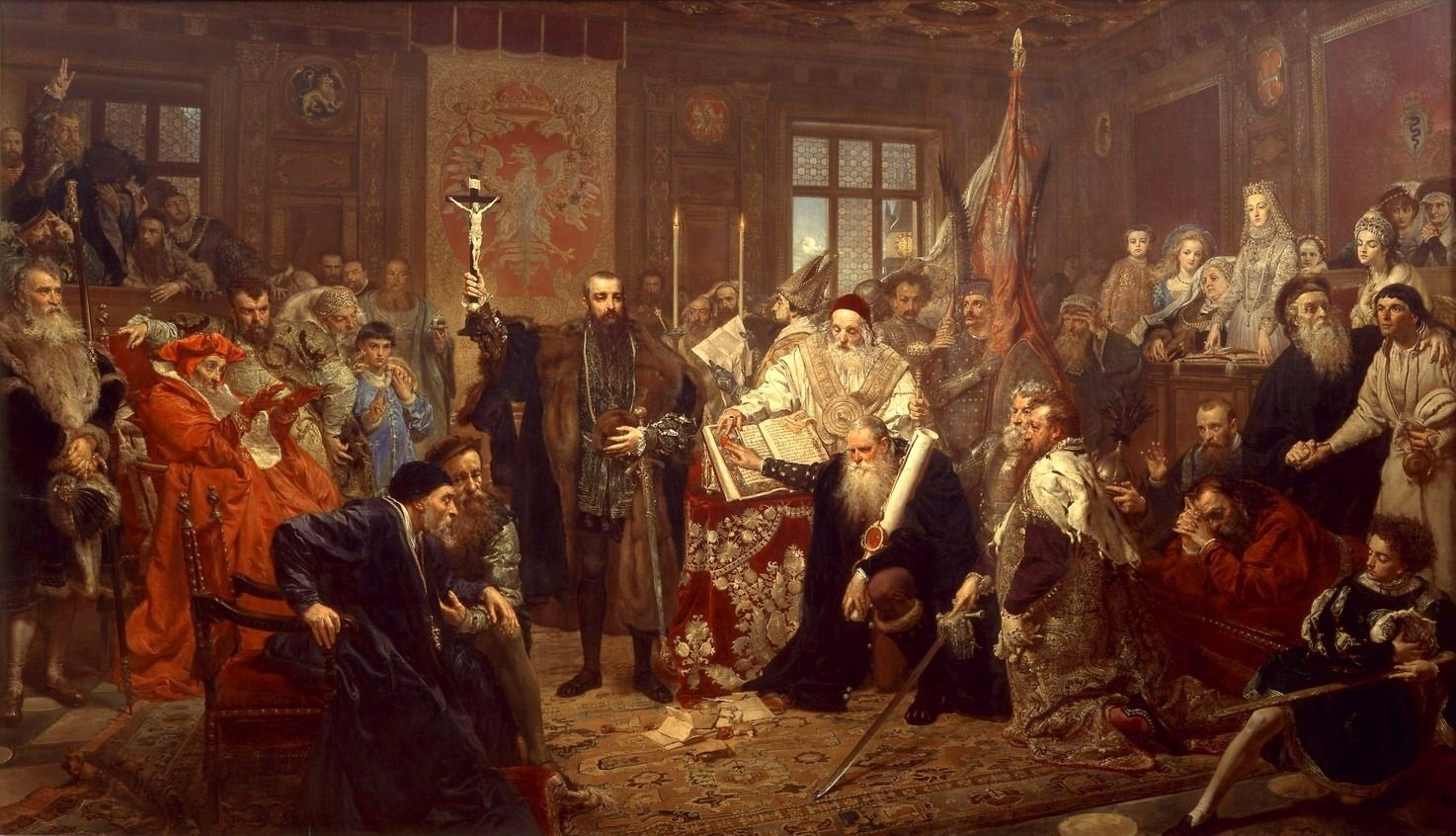
L'Union de Lublin, Jan Matejko, 1869

Le traité de Lublin, signé en 1569, scelle l'union entre le royaume de Pologne et le grand-duché de Lituanie. Les deux États tout en conservant une administration propre, se réunissent à l'intérieur de la république des Deux Nations, alors le plus grand État multinational d'Europe et une puissance de premier plan.
Les Polonais dominaient tout de même la république, en raison surtout de leur prépondérance quantitative. Ils possédaient 134 sièges au Parlement, les Lituaniens n'en possédant que 46. La domination polonaise se manifestait en Biélorussie, et les villes attiraient de nombreux artisans polonais, qui finissaient généralement par devenir maîtres des conseils. Elles attirèrent ensuite des Juifs et des Allemands ; les Biélorusses, appelés alors « Ruthènes », restèrent en revanche attachés à l'agriculture, travaillant généralement sur les terres d'un noble polonais (szlachta), originaire de Pologne ou de Lituanie ou d'un boyard, venu de Russie.
Certains seigneurs étaient néanmoins d'origine ruthène, comme les familles Sapieha et Radziwill, parfois très riches et possédant des terres à l'extérieur de la république. D'autres Ruthènes, des paysans qui regrettaient leur ancienne liberté sous le grand-duché de Lituanie, quittèrent leur pays et vinrent s'installer près de Zaporojie, au sud de l'Ukraine, chez les Cosaques.
Le polonais devint la seule langue officielle en 1696 pour être alors la langue des classes aisées lituaniennes et biélorusses. Les langues minoritaires furent tout de même protégées et leur pérennité préservée par la création de l'Académie de Vilna en 1579 et par l'établissement de nombreuses imprimeries.

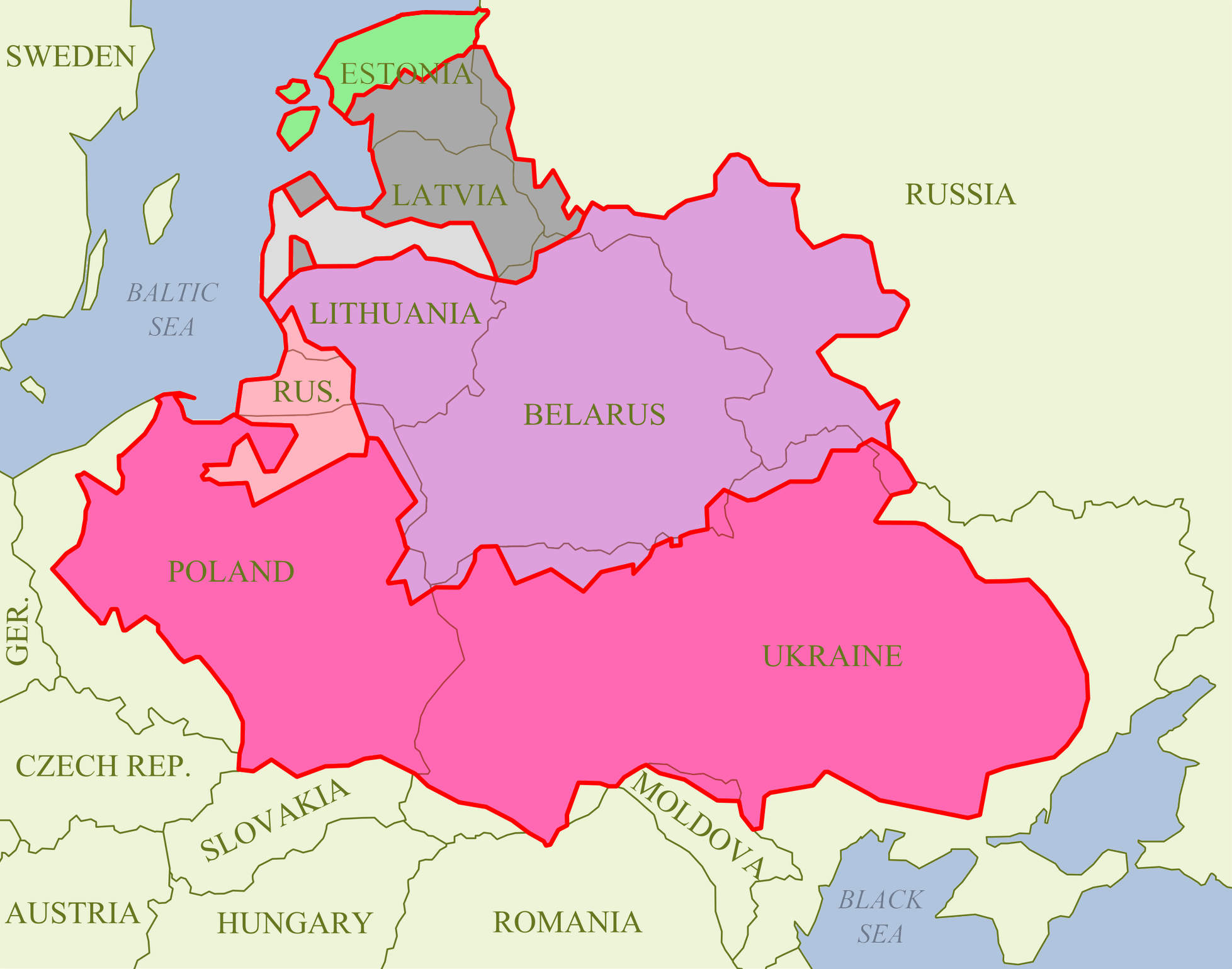
La république en 1618 et les nations actuelles.

La domination polonaise influa beaucoup aussi sur les pratiques religieuses des Ruthènes. En effet, alors que ceux-ci sont traditionnellement orthodoxes, ils subirent l'influence de la Réforme au XVIe siècle et beaucoup se convertirent au Protestantisme. La Petite Église polonaise, unitariste, fut d'ailleurs d'abord protégée par la tolérance des souverains[réf. nécessaire].
L'expansion rapide de la Contre-Réforme catholique se fit rapidement ressentir dans la république des Deux Nations et la religion devint une importante source de conflits. Le roi polonais Sigismond Vasa encourage fortement les Jésuites, qui, en faisant abjurer les Protestants et en convertissant aussi les Orthodoxes, lui permettent d'imposer sa propre religion.
Le soutien par le pouvoir polonais du catholicisme en Ruthénie entraîne un conflit entre catholiques et orthodoxes. Pour remédier à cette situation, les responsables religieux ruthènes se réunissent à Brest en 1594, puis en 1596, et signent l'Union de Brest. Celle-ci détermine la fin de l'autorité du Patriarche de Constantinople et la soumission des églises ruthènes orthodoxes au Gouvernement de l'Église catholique (romaine) ; l'union consacre finalement la création de l'Église grecque-catholique ukrainienne. La décision ne règle cependant qu'une partie des conflits et rencontre l'opposition de notables, de Ruthènes fidèles à l'Église orientale et surtout des Cosaques. Ces derniers lancèrent plusieurs attaques à travers la Ruthénie cherchant à réduire l'autorité polonaise.

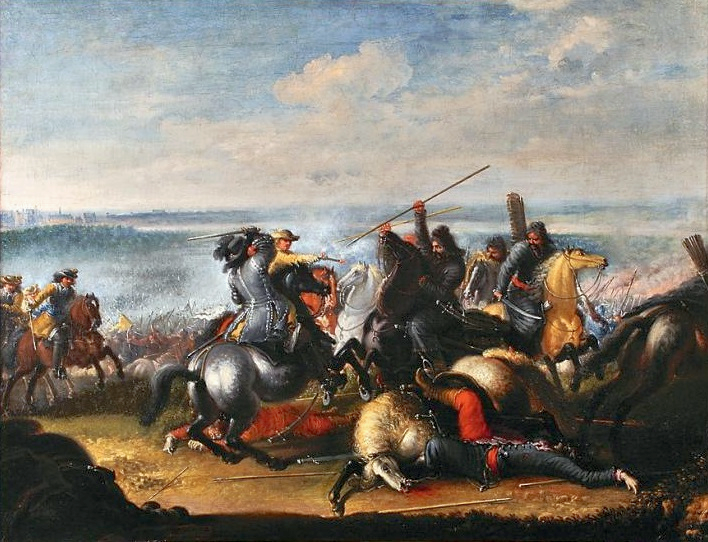
La bataille de Varsovie en 1659

La prospérité de la république fut profondément affectée au milieu du XVIIe siècle par la première guerre du Nord, aussi appelée le « Déluge », soit une suite de conflits et d'invasions commencée par une agression suédoise en 1655. Celle-ci avait pour but de défendre les Polonais face aux Russes, qui avaient saisi l'occasion de luttes cosaques pour tenter d'envahir la république. Mais le roi de Suède, Charles X Gustave, veut en compensation faire de la république des Deux Nations sa vassale et placer à la tête de l'union polono-lituanienne la famille Radzwill.
Le vrai roi de Pologne, Jean II Casimir, considéré pourtant comme faible et de mauvaise réputation, réussit à opposer une ferme résistance et, en 1657, les Suédois doivent quitter le territoire. Les Russes sont défaits en 1662 grâce à l'intervention ottomane. Les autres ennemis de la république, la Transylvanie et la Prusse, sont battus peu de temps après, mais la Prusse gagne sa liberté vis-à-vis de la Pologne, dont elle était vassale.
Par le Traité d'Hadiach, la Pologne reconnaît en 1658 les droits de ses minorités et la république des Deux Nations devient la république tripartite de Pologne-Lituanie-Ruthénie. Le nouvel État comprend le Duché de Ruthénie, créé pour l'occasion. Cet accord avait pour objectifs de satisfaire les Cosaques qui s'étaient battus pour Jean II Casimir pendant le Déluge et de compenser les terribles pertes occasionnées par le conflit, en Biélorussie surtout.
Le traité ne fut pourtant jamais appliqué, car, peu de temps après, le pays dut subir la grande guerre du Nord (1700-1721), entre l'Empire russe et la Suède, puis la guerre de Succession de Pologne, qui opposa la plupart des puissances européennes. Les armées russes profitèrent de l'affaiblissement de la république pour y installer des armées et accroître leur influence.
La Ruthénie subit fortement les conséquences de la guerre ; beaucoup de ses artisans furent par exemple déportés en Russie - ils représentaient par exemple 10 % de la population de Moscou à la fin du XVIIe siècle. Elle connut également de graves épidémies et plusieurs famines, en même temps que les Polonais imposaient aux Ruthènes une vaste polonisation.

## Sous domination de l’Empire russe (1772-1919)

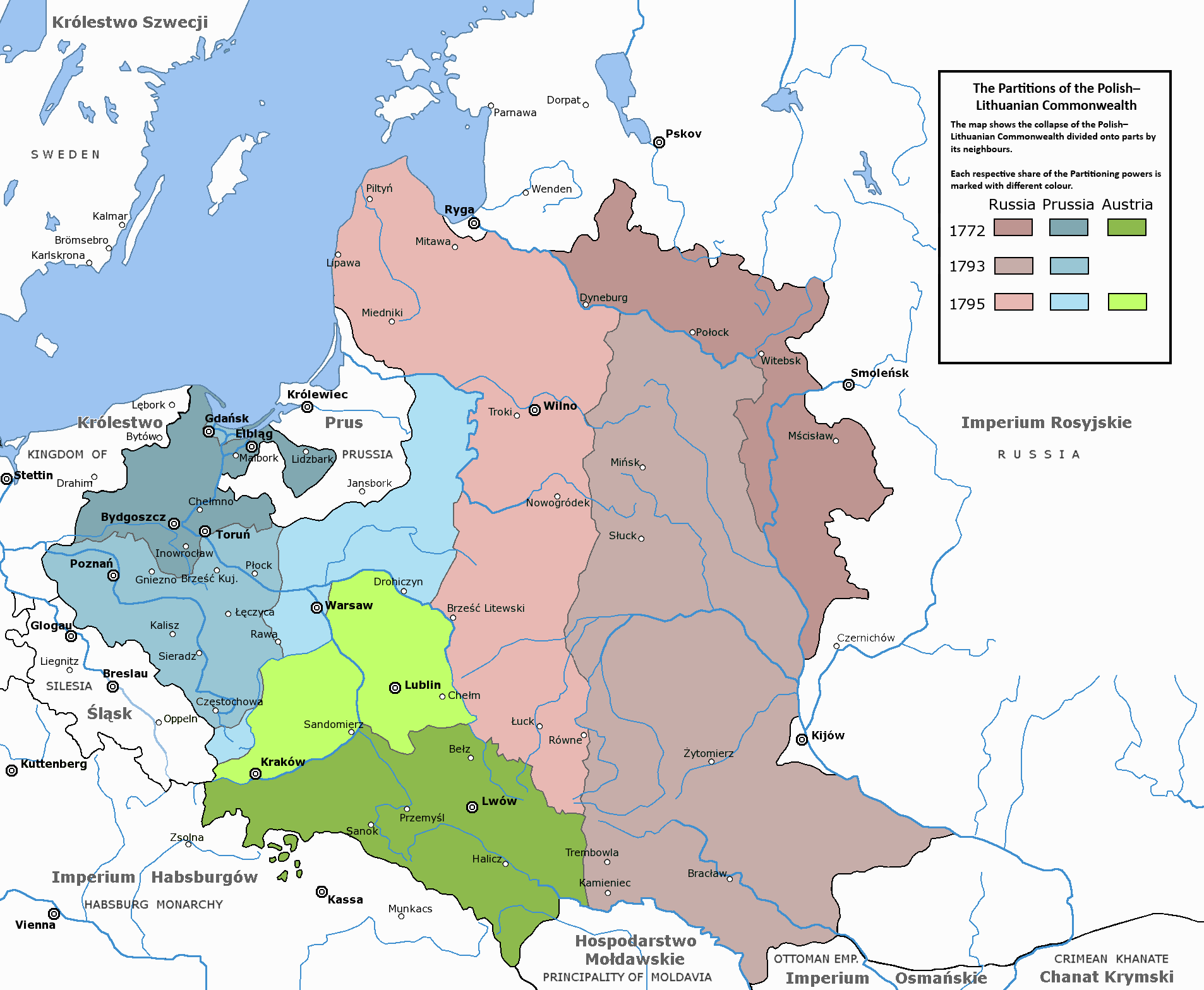
Les trois partages de la Pologne.

Au XVIIIe siècle, la Biélorussie commence une nouvelle période de son histoire, celle de la domination russe. En effet, la république, totalement ruinée et livrée à l'anarchie, fut répartie entre les grandes nations lors des Partages de la Pologne. En 1772, les villes de Polotsk, Vitebsk et Homiel (Gomel) ainsi que toutes les terres à l'est de la Daugava et du Dniepr sont rattachées à l'Empire russe. Plus tard, en 1793, ce sont Minsk et les terres à l'est de la ligne Daugavpils-Rivne qui sont incorporées, et la Russie récupère la Lituanie ainsi que le reste de la Biélorussie en 1795.
La Biélorussie est russifiée peu de temps après son acquisition et l'administration impériale la divise en quatre gouvernements, Minsk, Vitebsk, Moguilev et Grodno : russification de la Biélorussie.

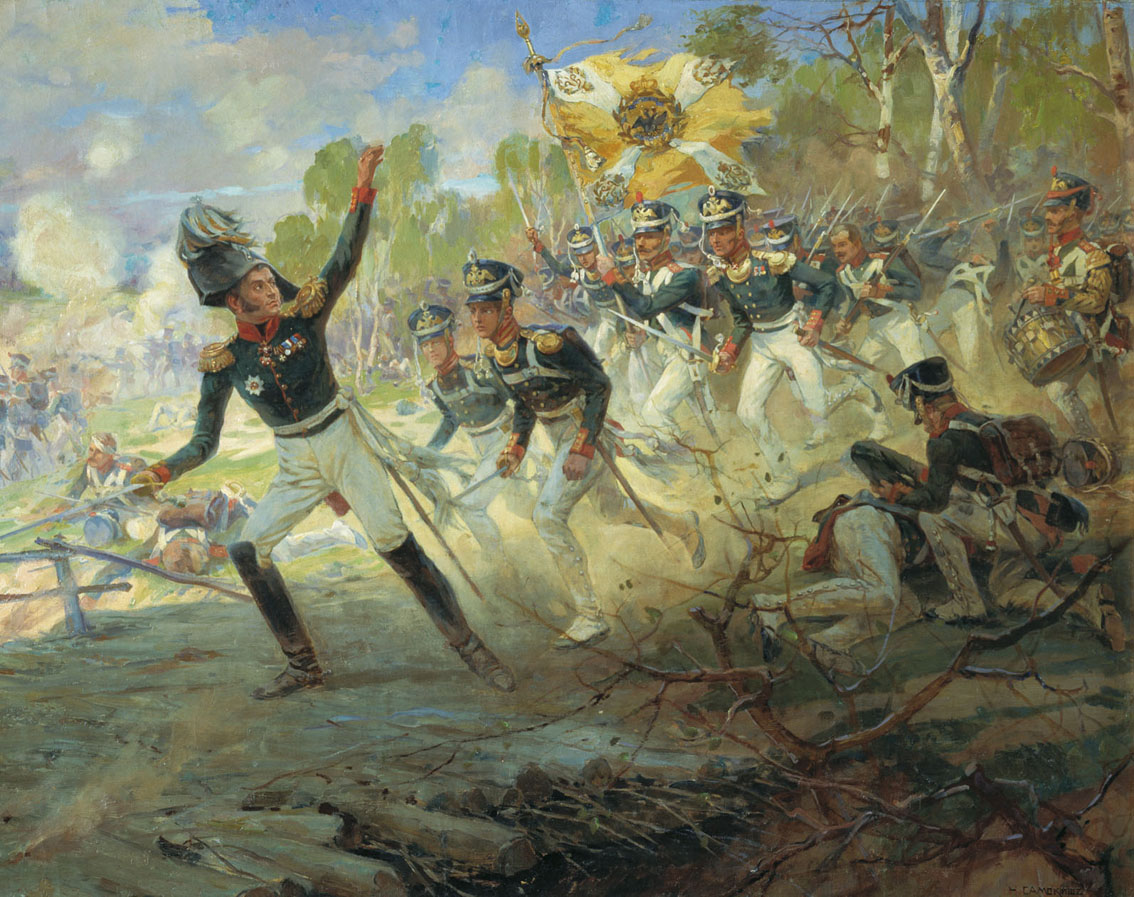
La bataille de Moguilev.

Le pays n'est pas épargné par la Campagne de Russie en 1812 et les Biélorusses, en dépit de l'exemple russe, se montrent souvent favorables à l'occupation napoléonienne. En effet, les paysans voient dans l'invasion la fin du servage et les nobles éclairés adhèrent aux idées de Napoléon Ier,. Ainsi, des Biélorusses intègrent l'armée française, qui remporte victorieusement en Biélorussie les batailles de Moguilev, d'Ostrovno, de Klyastitsy et si les Russes gagnent la première bataille de Polotsk, c'est une victoire stratégique de Napoléon Ier.

Napoléon lors de la « Bérézina ».

À son retour de Moscou, l'armée impériale connaît par contre en Biélorussie quelques-uns des pires échecs de sa retraite. Après avoir perdu la seconde bataille de Polotsk, la bataille de Czaśniki, la bataille de Smoliani, elle est anéantie par la bataille de la Bérézina, qu'elle gagne pourtant, puisque les soldats franchissent finalement le fleuve.
La Biélorussie est ensuite rapidement reconquise par les Russes, ils trouvent un pays dévasté par la guerre, dont la population a été encore une fois décimée.

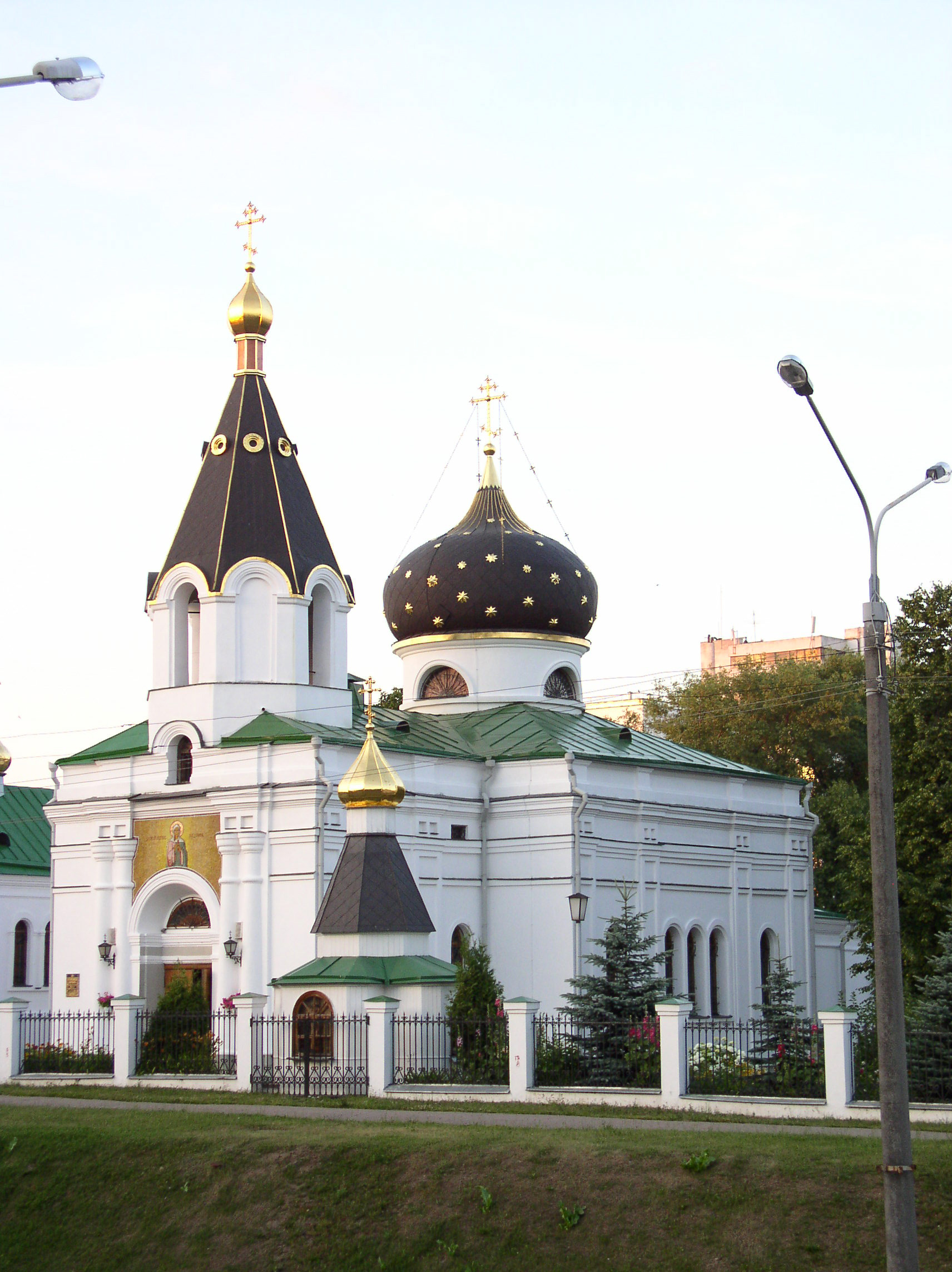
Église russe orthodoxe construite en 1847 à Minsk.

Les tsars Nicolas Ier et Alexandre III s'employèrent à continuer la russification de la Biélorussie. La première mesure fut d'interdire l'enseignement du polonais dans les gouvernements de Vitebsk et de Mahiliow (Moguilev) en 1835. En 1839, l'unification des Églises ruthènes au Patriarcat de Moscou consacra définitivement l'implantation de la culture russe, par la religion orthodoxe. Cette unification provoqua néanmoins le mécontentement des paysans ruthènes, mais ceux-ci, peu organisés, restèrent passifs.
La première insurrection nationaliste polonaise a lieu en 1830, mais les paysans biélorusses restent majoritairement passifs et les nobles qui se sont soulevés sont rapidement remplacés par des Russes,.
Les années 1830 virent pourtant l'émergence de courants nationalistes biélorusses et lituaniens. Cependant, la transmission des idées se faisait par la publication de textes, imprimés à Vilna ou à Saint-Pétersbourg, et les Ruthènes étaient en très grande majorité illettrés. En 1897, 77 % des Biélorusses étaient encore analphabètes. De plus, l'administration russe est consciente des risques de rébellion et fait par exemple arrêter 203 étudiants biélorusses et lituaniens saint-pétersbourgeois en 1849. Les publications littéraires en biélorusse sont censurées en 1859 et en 1863, la totalité des écrits en ukrainien, biélorusse et lituanien sont interdits.
Les Biélorusses restent encore très longtemps un peuple rural ; la bourgeoisie et les habitants des villes sont majoritairement russes, tout comme les seigneurs. Alors que la Pologne et la Lituanie connaissent un essor industriel et une croissance démographique significative, la Biélorussie reste peu peuplée et compte seulement quelques usines,.

Le blason du soulèvement de 1861 reprend les symboles des trois peuples rebelles ; l'aigle blanc polonais, le Vytis lituanien et l'archange Michel pour la Ruthénie

De nouvelles révoltes secouent la Biélorussie, la Lituanie et la Pologne en 1861. Elles sont conduites par les élites indépendantistes et par des mouvements clandestins, qui ont généralement pour idéal la fondation d'un État indépendant qui regrouperait les trois peuples à l'intérieur des frontières de 1772, avant les partages de la Pologne.
Les révoltes sont contenues par les Russes, mais le tsar Alexandre II lance la même année des réformes sociales pour contenter ses sujets rebelles. La plus grande est l'abolition du servage, qui reçoit d'abord un bon accueil de la part des paysans biélorusses, mais qui apparaît rapidement comme inutile, car les paysans ne peuvent pas acheter les terres qui appartiennent encore aux grands seigneurs et ils sont toujours soumis aux volontés des plus riches. Les seigneurs polonais, sensibles à l'éveil nationaliste, sont même pénalisés par cette réforme, et l'essor progressif de Minsk, peuplée en grande partie de Russes, signe la fin de la suprématie de Vilna, berceau nationaliste, dans la région.
Les courants nationalistes biélorusses continuent néanmoins à se renforcer et la censure est contournée par les écrivains nationalistes, parmi lesquels Kastous Kalinowski, Jan Czeczot et Władysław Syrokomla. Un nouveau soulèvement est d'ailleurs fomenté par les intellectuels biélorusses de 1863 à 1864, mais il échoue.

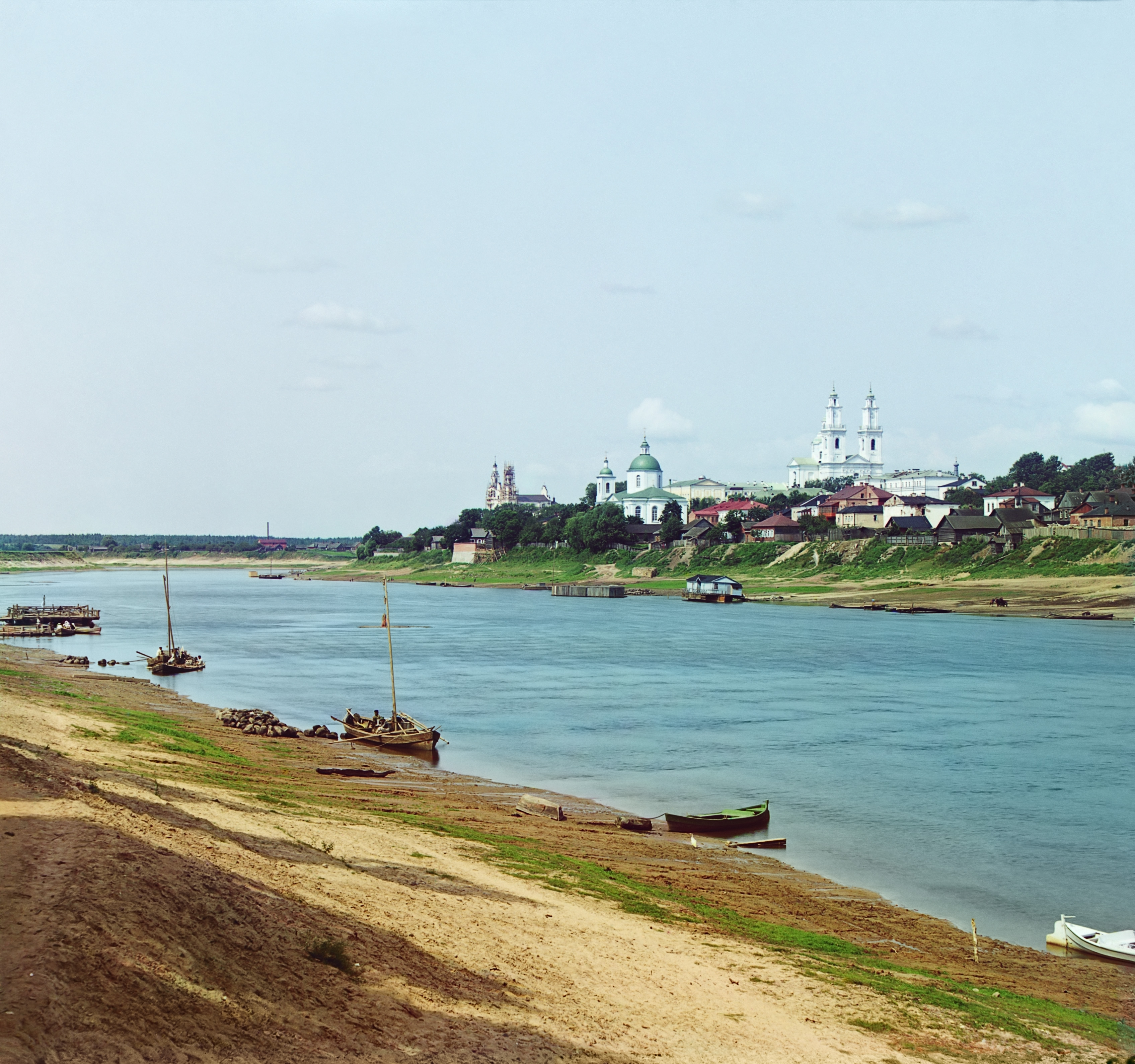
Polotsk en 1912 sur une des premières photos en couleurs par Sergueï Prokoudine-Gorski

À partir de la fin du XIXe siècle, l'industrialisation commence à se faire sentir et permet aux courants nationalistes de se renouveler. En effet, l'exode rural signifie que les villes commencent à avoir une population biélorusse qui a désormais accès à la propagande nationaliste. Celle-ci se tourne d'ailleurs rapidement vers les courants socialistes qui prônent la fin de la dictature de la noblesse et de la bourgeoisie, donc la fin des Russes en Biélorussie. En 1898 est d'ailleurs fondé à Minsk le Parti ouvrier social-démocrate de Russie, premier parti socialiste russe, puis en 1902 la Gronada, premier parti biélorusse. La part des ouvriers sur la population totale de la Biélorussie reste néanmoins encore assez faible ; en 1900, il y avait 24 000 ouvriers sur environ sept millions de Biélorusses.

## Entre deux guerres (1919-1939)
Contrairement aux autres guerres que la Biélorussie connut au cours de son histoire chaotique, la Première Guerre mondiale contribue à l'autonomie du pays.
La Russie, peu préparée à une attaque allemande, perd rapidement une grande partie de la Biélorussie.
Les Allemands, soucieux d'y créer un sentiment anti-russe et anti-polonais qui leur permettrait d'avoir des partisans parmi la population, attisent le nationalisme biélorusse et laissent la liberté aux Biélorusses de créer leurs propres écoles et d'enseigner leur propre langue.
Le traité de Brest-Litovsk, demandé par les bolcheviks qui viennent d'accéder au pouvoir en Russie, permet aux Allemands d'annexer de vastes territoires appartenant autrefois à l'Empire russe, dont la Biélorussie.
Ils laissent à celle-ci une certaine autonomie et font croire aux nationalistes biélorusses qu'ils sont libres ; en réalité, le pays, qui est déjà dévasté par la guerre, est pillé par l'Allemagne : Biélorussie occidentale (1921-1939).

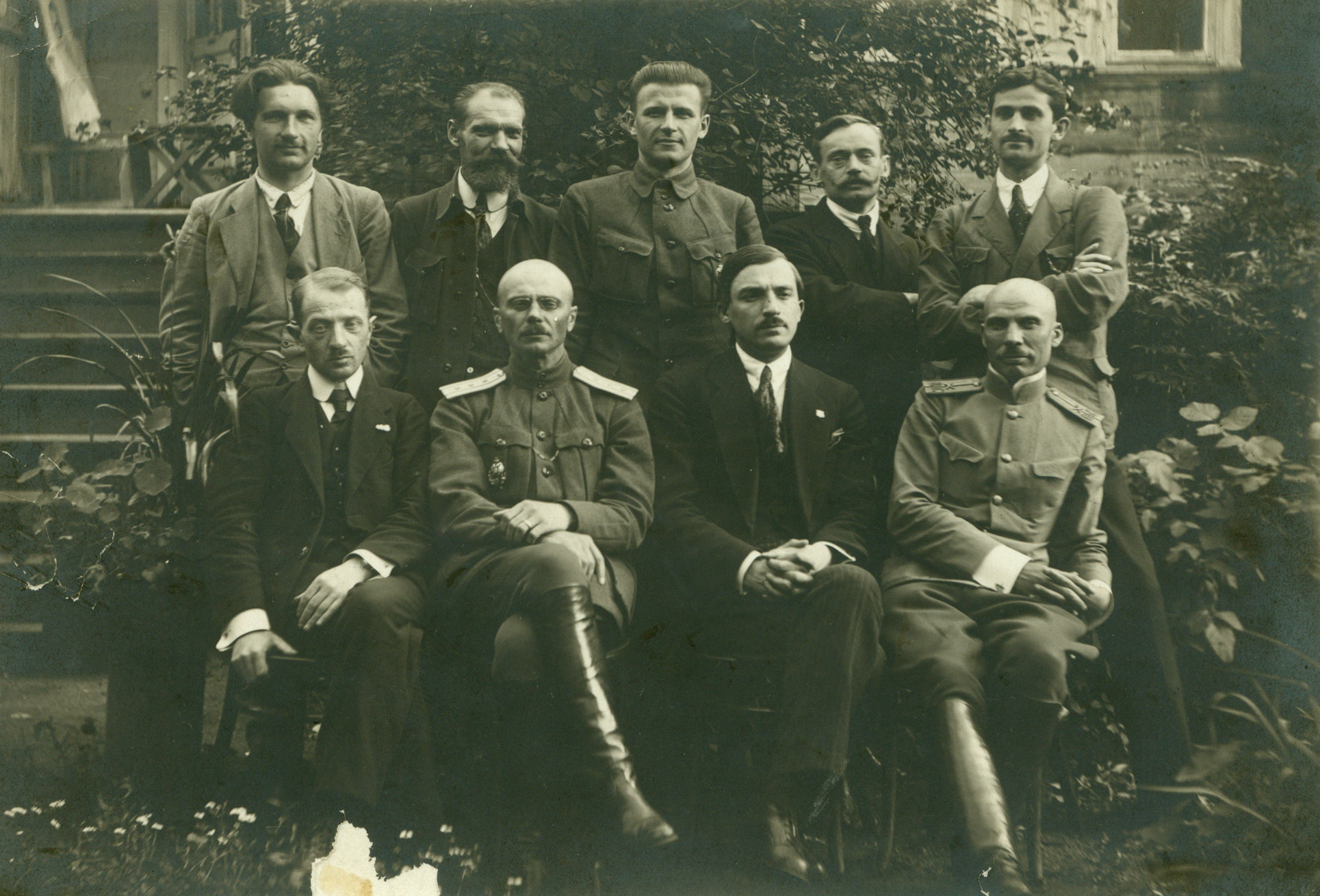
Le gouvernement de la République populaire biélorusse

Le 25 mars 1918, des représentants de partis politiques et d'associations indépendantistes se réunissent à Minsk, profitant de la liberté que leur octroie l'occupant, et proclament la République populaire biélorusse,. Cet État s'inspire des idéologies socialiste et nationaliste. La république ne parvient cependant jamais à contrôler la totalité du territoire et est balayée en 1919 par les bolcheviks, lorsque les troupes allemandes quittent le territoire. À la place est créée, le 2 janvier 1919, une République socialiste soviétique de Biélorussie (1919-1920).
Un mois plus tard, cet État s'effondre et sa partie orientale rejoint la république socialiste fédérative soviétique de Russie (1919-1991), alors que l'ouest s'ajoute à la République socialiste soviétique de Lituanie pour former ensuite la République socialiste soviétique lituano-biélorusse (1919-1920), surnommée Litbel. La république, héritière de la guerre et de luttes intestines, était faible et les deux puissances voisines, la Pologne et la Russie la convoitaient fortement.
Les deux pays envahirent la Biélorussie et les Russes conquirent Minsk le 5 janvier 1919, alors que les Polonais forcèrent la dissolution de la Litbel en août 1919,.

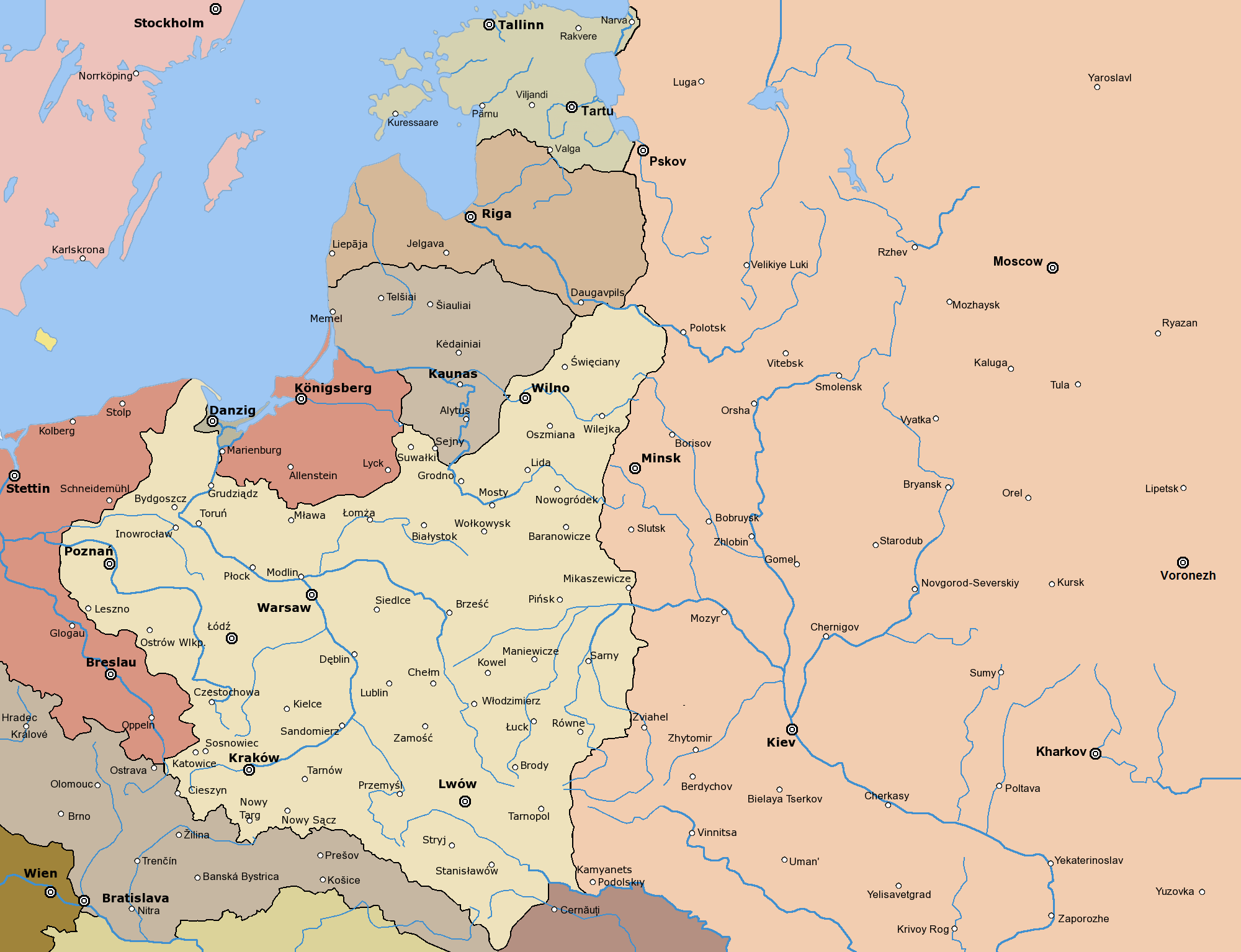
La Pologne et l'Union soviétique en 1920

Alors que la République populaire biélorusse existait encore, les Russes proclamèrent la république socialiste soviétique de Biélorussie (1919-1991) le 1er janvier 1919 à Smolensk et ils l'agrandirent au fur et à mesure de leurs conquêtes sur la Litbel. Le partage définitif de la Biélorussie fut établi le 18 mars 1921 par le Traité de Riga, qui mettait fin à la guerre russo-polonaise (1919-1921).
En décembre 1922, la RSFS de Russie, la RSFS de Transcaucasie, la RSS d'Ukraine et la RSS de Biélorussie fondent l'URSS.
L'Union soviétique encourage en premier la transmission de la langue et de la culture biélorusses, la protection de la culture était par ailleurs un des objectifs de Lénine. Mais l'administration, sous l'impulsion de Staline, contraint rapidement les populations biélorusses à ne parler que le russe et à renoncer à leur culture ; le gouvernement polonais applique lui aussi des dispositions similaires aux Biélorusses de Pologne, afin d'éviter toute révolte ou sécession.
La scolarisation massive des enfants favorisa fortement la disparition de la langue biélorusse, tout en élevant largement le niveau de vie de la population. En 1926, 70 % des enfants biélorusses étaient scolarisés.

Le drapeau de la République socialiste soviétique de Biélorussie adopté en 1937

Les Purges staliniennes, lancées au milieu des années 1930, vont accélérer l'interdiction de l'idéologie nationaliste biélorusse. Entre 1937 et 1939, plus de 370 intellectuels de langue biélorusse ont disparu ; la Biélorussie perd donc presque toute son élite, qui avait pourtant participé aux mouvements socialistes et à l'instauration de la république soviétique. La protection de la langue biélorusse était considérée par Staline du « nationalisme bourgeois ».
En même temps, la Biélorussie trouve progressivement ses frontières. En 1924, elle est agrandie des régions de Vitebsk et de Mahiliow (Moguilev), qui faisaient auparavant partie de la Russie, puis de la région de Homiel (Gomel) en 1926.

## Seconde Guerre mondiale (1940-1945)
Le Pacte Molotov-Ribbentrop, signé le 23 août 1939 entre l'URSS et l'Allemagne nazie, rapproche les deux puissances et leur permet d'envahir la Pologne selon un partage précis.
La partie orientale de la Pologne revient ainsi à la RSS de Biélorussie.

### Opération Barberousse (1941)
Mais la paix ne dure que deux ans et, le 22 juin 1941, l'Allemagne attaque l'URSS.
La Biélorussie ne résiste pas longtemps et, après avoir été en partie évacué, et son territoire tombe en totalité sous contrôle nazi en août 1941,, administrativement, rattaché au Reichskommissariat Ostland ; le programme dénommé Generalplan Ost lui est appliqué.
L'entrée des nazis à Minsk est rapidement suivie d'exécutions capitales par pendaisons de résistants : Opération Barbarossa.
Les nazis créent aussitôt un gouvernement biélorusse, la Rada centrale biélorusse, qui reprend des principes de la République populaire biélorusse et s'appuie sur un nationalisme exacerbé.
Ce gouvernement faible, entièrement soumis à Berlin, sert surtout à appliquer un régime de terreur et de répression : environ 700 villages sont brûlés, parfois avec leurs habitants, et des milliers de personnes sont tuées ou déportées sous l'administration de la Rada, qui n'a pas le soutien de la population locale.
La Biélorussie, qui était avant la guerre un des pays ayant une des plus grandes diasporas juives, voit les Juifs biélorusses presque totalement décimés dès 1942.
Le pays compte par ailleurs plusieurs ghettos, dont celui de Lakhva, célèbre pour la révolte contre les nazis qui s'y déroule en 1942.
Face à ces atrocités, des mouvements de résistance émergent.
Les résistants profitent des forêts et des marais biélorusses pour se cacher et mènent des actions parfois efficaces et victorieuses, qui consistent généralement à détruire les voies ferrées, les ponts, les lignes de télégraphe, les dépôts de carburant...
On dénombre environ 50 000 résistants membres de groupes communistes, aidés par 30 000 autres résistants.
Pour lutter contre la guérilla, les nazis doivent mobiliser des moyens considérables, alors que sur le front de l'Est, ils ont à mener une guerre acharnée contre les Soviétiques, qui reprennent de plus en plus de terrain.
- Occupation allemande de la Biélorussie
- Partisans biélorusses (1941-1944)
- Partisans soviétiques, Partisans juifs
- Couloir de Vitebsk
- Opérations anti-partisans en Biélorussie
- Pendus de Minsk

### Opération Bagration (1944)
L'Opération Bagration (ou offensive d'été) de l'Armée rouge a pour objectif de libérer la Biélorussie.
Engagée le 22 juin 1944, elle pousse les Allemands à créer la 30e division SS de grenadiers, majoritairement composée de Biélorusses et appuyée par la Rada, le 18 août 1944.
Cette mesure est dérisoire, car la majeure partie du pays est déjà libérée.
Minsk, par exemple est libre depuis le 3 juillet 1944.
L'Armée rouge, qui a franchi la frontière polonaise, se trouve à 100 km de Varsovie.
Après la libération, le constat est particulièrement noir pour la Biélorussie.
La guerre a une fois de plus dévasté le pays : la Biélorussie a perdu 1,3 million d'habitants, soit un quart de sa population d'avant-guerre, et la majeure partie de son élite intellectuelle.
La production industrielle en 1943 représente seulement 10 % de celle de 1940. Environ 9 200 villages avaient disparu et 209 villes sur 270 réduites en ruines. Minsk et Vitebsk avaient ainsi été détruites à plus de 80 %.
Minsk est d'ailleurs déclarée Ville héroïque et la forteresse de Brest-Litovsk Forteresse héroïque.

## Période de 1945 à 1991

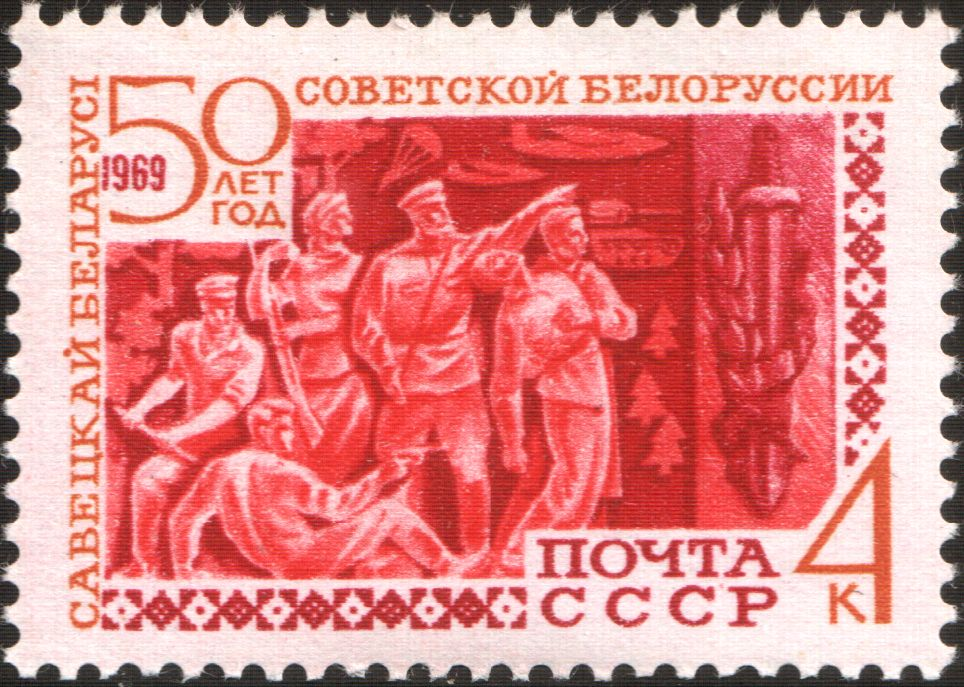
Timbre soviétique de 1969 commémorant les 50 ans de la RSS de Biélorussie

Dès la fin de la Seconde Guerre mondiale, les autres puissances victorieuses promettent à Staline des initiatives pour compenser les pertes dues au conflit.
Ainsi, lorsque l'Organisation des Nations unies est créée le 26 juin 1945, la RSS d'Ukraine et la RSS de Biélorussie sont considérées comme des membres fondateurs et disposent d'une voix à l'Assemblée générale.
Les États-Unis voient là surtout un moyen pour les Soviétiques d'avoir plus de présence qu'eux au niveau international, et deux voix sont ainsi ajoutées à ce dernier État en compensation.
En 1945, la Biélorussie se voit également donner ses nouvelles frontières - toujours celles de l'État au XXIe siècle commençant -, c'est-à-dire celles de 1939-41 réduites par la perte de la région de Białystok, peuplée majoritairement de Polonais.

Drapeau de la RSS de Biélorussie, adopté après la guerre

La guerre a été si éprouvante pour la population et la résistance tellement forte, que son souvenir marque profondément dès la libération la culture biélorusse, notamment par un rite nouveau : un couple qui vient de se marier va déposer traditionnellement une gerbe sur un monument aux morts.

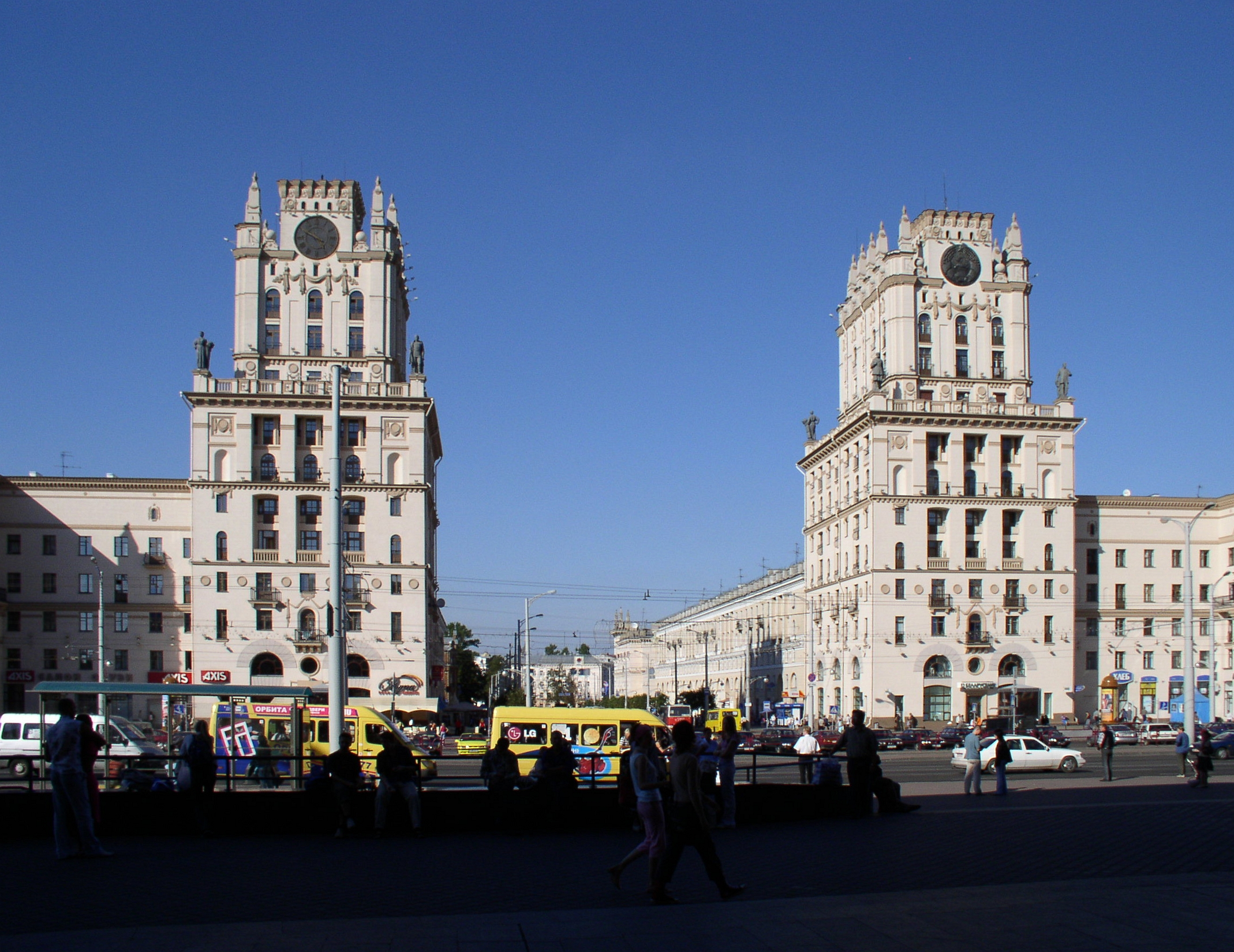
La place de la Gare à Minsk, un des symboles de la reconstruction

L'économie biélorusse a également gravement souffert de la guerre ; la plupart des usines déplacées en Russie ne reviennent pas et la reconstruction du pays s'annonce difficile.
Moscou crée donc d'immenses entreprises, afin de transformer la Biélorussie en un grand centre industriel. Ces entreprises, qui existent encore, sont majoritairement orientées vers la construction automobile ; ainsi, à Minsk, est construite une des plus grandes usines de tracteurs de l'Union, et à Jodzina, une des plus grandes usines de camions. Les résultats de cette politique se font sentir rapidement : la Biélorussie devient bientôt une terre d'immigration pour les Russes. C'est aussi à cette époque que disparaît l'analphabétisme.
Le progrès social que le régime communiste apporte au pays est sans doute la source du très fort attachement que montrent les Biélorusses à celui-ci.
Lors de la Perestroïka, au cours des années 1980, ils se montrent généralement hostiles aux réformes libérales et sont souvent considérés par les autres peuples de l'URSS comme le peuple le plus soviétique de l'Union.
Ales Adamovitch, un écrivain biélorusse, qualifie même son pays de « Vendée de la Perestroïka ».

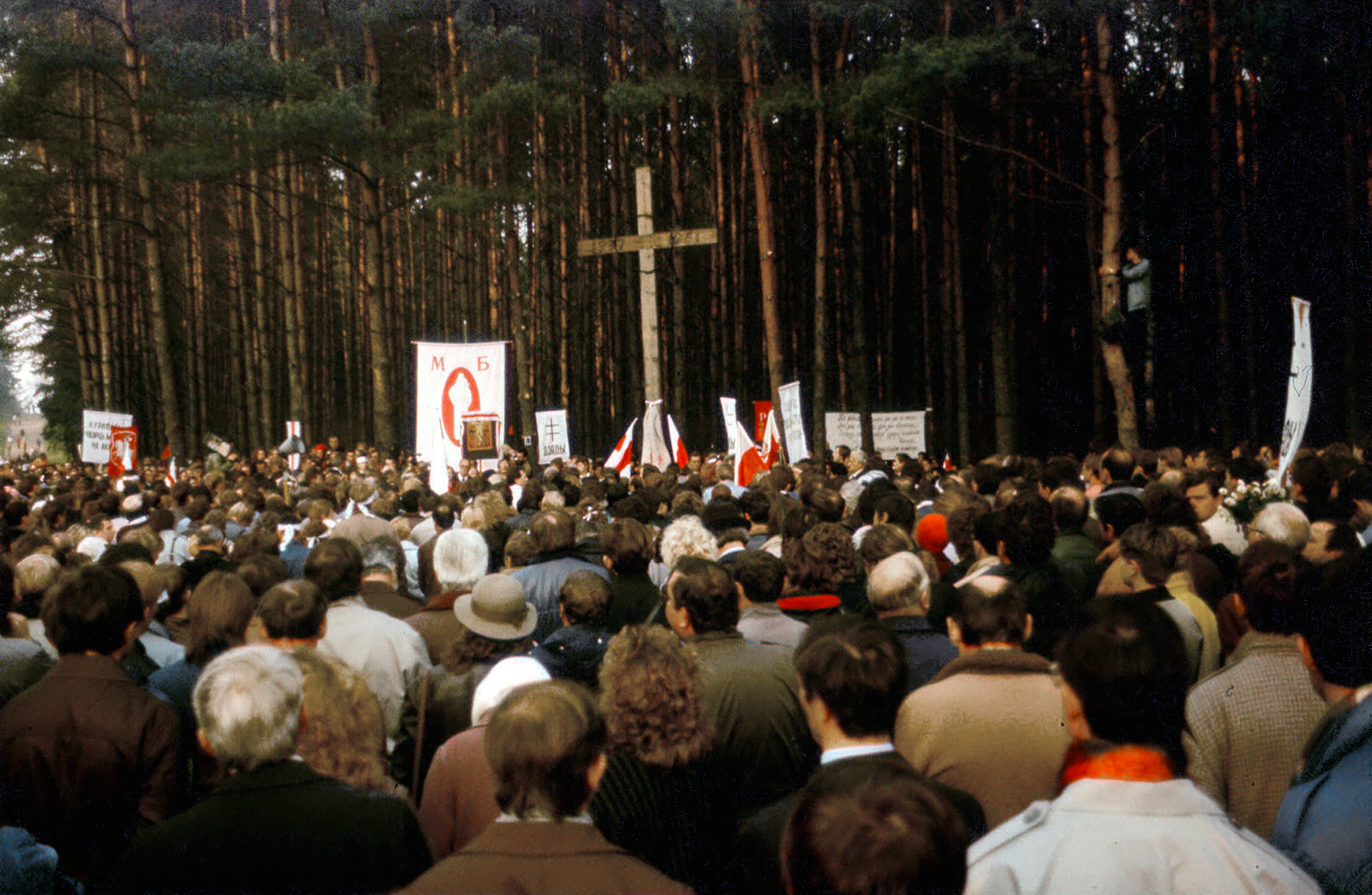
Manifestation à Kourapaty en 1989

La découverte en 1987, à Kourapaty, près de Minsk, d'un charnier contenant les corps d'au moins 30 000 victimes des Grandes Purges bouleverse de nombreuses personnes, mais elle ne nuit pas à l'attachement des Biélorusses au communisme.
Zianon Pazniak, qui est à l'origine de cette découverte, fonde tout de même le Front populaire biélorusse en 1989 : ce parti démocratique est le principal artisan de la défense de la culture et de la langue biélorusses, puis de l'indépendance du pays.
Le 26 avril 1986, la centrale nucléaire ukrainienne de Tchernobyl explose.
Le site étant proche de la frontière biélorusse, le vent venu du sud propage rapidement des poussières radioactives sur l'ouest de la Russie, la Scandinavie et la Biélorussie, pays le plus touché par la catastrophe, considérée comme le pire accident nucléaire de l'histoire.
En effet, la Biélorussie reçoit près de 70 % des retombées radioactives,, qui contaminent un quart du pays (50 000 km2) où vivaient 2,2 millions d'habitants ; 24 700 Biélorusses sont alors déplacés et le taux de cancers de la thyroïde est encore très élevé dans le pays au début du XXIe siècle, surtout chez les enfants.

## Depuis 1991

Le drapeau de la Biélorussie de 1991 à 1995 est devenu le symbole de l'opposition en Biélorussie

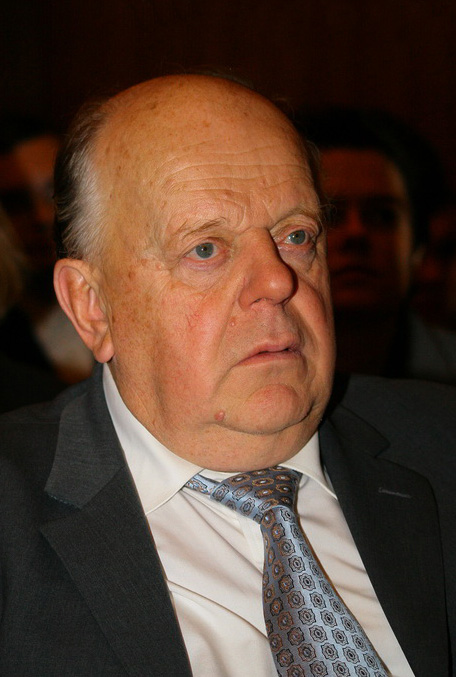
Stanislaw Chouchkievitch, président (1991-1994)

Après l'Ukraine, la Lettonie et la Russie, la Biélorussie déclare sa souveraineté nationale le 27 juillet 1990, ce qui constitue un premier pas vers l'indépendance.
La RSS de Biélorussie est renommée officiellement république de Biélorussie le 25 août 1991.
Dans le même temps, Stanislaw Chouchkievitch devient président du Soviet suprême de Biélorussie, l'instance la plus élevée du pays.
Le 8 décembre de la même année, il rencontre près de Brest les dirigeants russes et ukrainiens Boris Eltsine et Leonid Kravtchouk : ils déclarent ensemble la dissolution officielle de l'URSS et la création de la Communauté des États indépendants, qui a par ailleurs son siège à Minsk. Cet événement est connu sous le nom d'Accord de Minsk (dit de Belovej).
Les premières années de la Biélorussie indépendante sont d'abord marquées par l'enthousiasme des milieux intellectuels urbains pro-européens, libéraux ou nationalistes, mais aussi par l'hostilité des apparatchiks de la nomenklatura et des parties les moins instruites de la population, la majorité ouvrière et rurale bien adaptée à la vie dans un état communiste.
Le biélorusse, devenu la seule langue officielle, est largement plébiscité par la population, et le pays abandonne son drapeau et ses armes datant de l'époque soviétique pour des symboles plus historiques et nationaux : le Pahonie et le drapeau blanc, rouge, blanc, qui évoquent tous deux la principauté de Polotsk et la République populaire biélorusse.
Mais le Front populaire biélorusse, principal parti libéral, n'obtient que 22 sièges sur 485 aux premières élections législatives : les réformes libérales lancées par le président ne peuvent finalement jamais aboutir, et le soviétisme survit à la chute de l'Union soviétique en Biélorussie.
En 1994, lors des premières élections présidentielles, Alexandre Loukachenko, qui a produit un rapport accusant Stanislaw Chouchkievitch de corruption, est élu président.
Contrairement à son prédécesseur, il reçoit l'appui des communistes et surtout celui des agriculteurs ; il est lui-même issu d'un milieu rural modeste et très peu sensible au nationalisme biélorusse et aux idées libérales.
Le Référendum biélorusse de 1996 semble avoir été un tournant important dans le renforcement du régime autoritaire d'Alexandre Loukachenko.
Nostalgique de l'époque soviétique et de l'union de la Biélorussie à la Russie, Loukachenko freine rapidement la transition économique, porte des coups durs à l'identité biélorusse et cherche des accords et un rapprochement avec la fédération de Russie.
Ainsi, en 1997, il signe avec Boris Eltsine le traité d’Union russo-biélorusse, qui permet à Alexandre Loukachenko d'envisager une union politique et monétaire avec la Russie.
Il instaure aussi des tarifs préférentiels entre les deux pays pour le commerce, ce qui évite à la Biélorussie la pénurie.
Le rapprochement entre la Biélorussie et la Russie est néanmoins arrêté lorsque Vladimir Poutine arrive au pouvoir en 2000.
Par des référendums, Alexandre Loukachenko fait adopter à la Biélorussie un nouveau drapeau, proche de celui de l'époque communiste, il rétablit le russe comme langue officielle et en 1996, il amende la constitution afin d'accroître son pouvoir présidentiel et la durée de son mandat de deux ans.
Sa politique autoritaire est dans un premier temps plutôt bien acceptée par les Biélorusses, car en dépit de la perte de leurs libertés et de leur identité nationale, ils bénéficient d'un taux de chômage limité et de salaires meilleurs que dans les autres anciennes républiques soviétiques.
Entre 1999 et 2000 quatre personnes oppositionelles disparaissent : Ioury Zakharanka, Viktar Hantchar, Anatol Krassowski (be) et Dmitri Zawadski. De plus, en mars 1999, le politicien oppositionel Henadz Karpenka meurt dans des circonstances mystérieuses.

### Années 2000

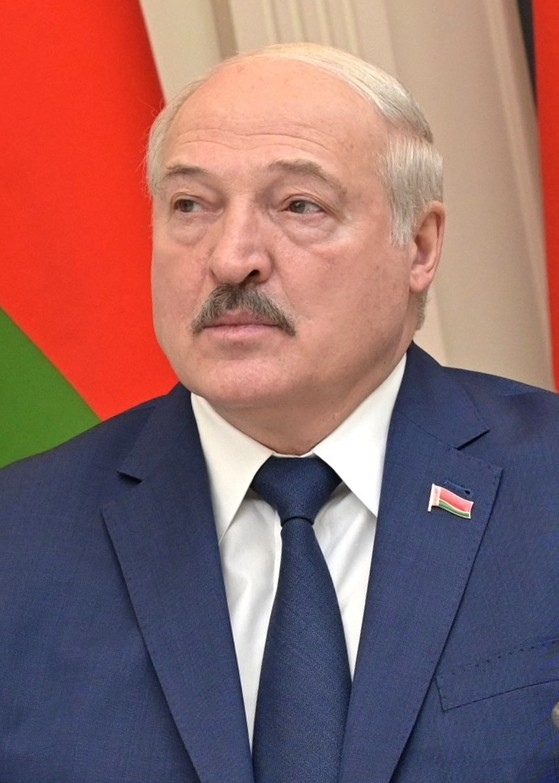
Alexandre Loukachenko (1954-), président (1994-présent)

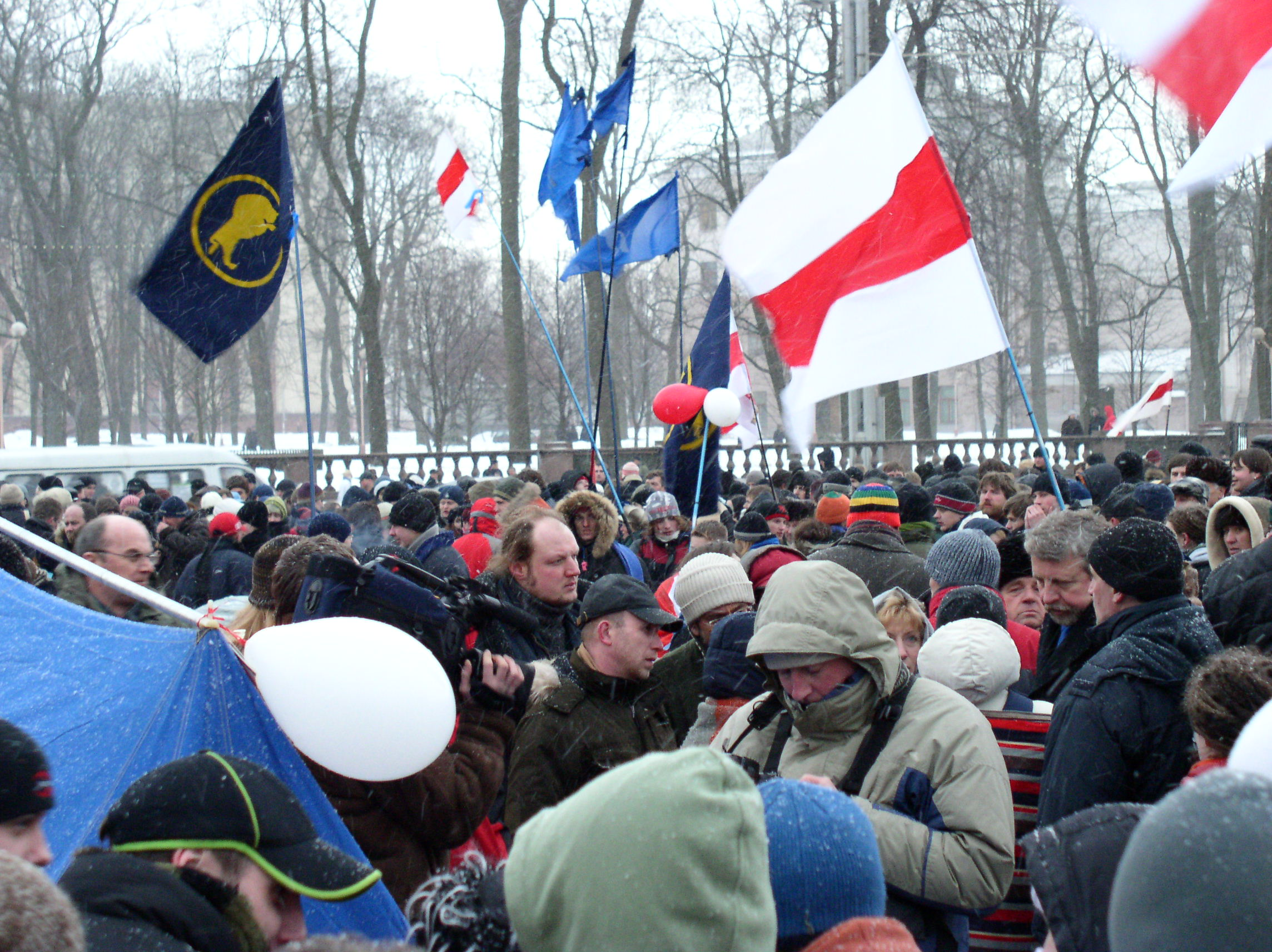
Manifestation pro-occidentale à Minsk durant les élections de 2006

Loukachenko est réélu en 2001, puis en 2006, même si durant ces dernières années, les protestations augmentent encore, surtout depuis la Révolution orange ukrainienne.
Les démocraties voient également Loukachenko d'un mauvais œil, et n'hésitent pas à classer la Biélorussie parmi les dictatures, la dernière en Europe.

### Années 2010
Depuis le 17 février 2017, la Biélorussie connaît une série de manifestations spontanées.
En mai 2018, le don d'un ensemble de plus de 21 volumes des travaux du savant bélarusse Francysk Skaryna, l’un des premiers éditeurs d’Europe de l'Est, est fait à la Bibliothèque nationale de Mongolie. Ce don a lieu dans le contexte d’une entente coopérative dans le milieu de l’éducation entre les gouvernements bélarusses et mongols. Au sein de cette entente est prévue la collaboration entre les deux bibliothèques nationales.

### Années 2020
En février 2022, lors de l'Invasion de l'Ukraine, la Biélorussie sert de base arrière à de nombreux mouvements de troupes russes. De nombreux observateurs font à cette occasion remarquer que la souveraineté du pays a à peu près disparu, la Biélorussie étant devenue un pays vassal de la Russie, ce qui correspond en effet aux vues de Vladimir Poutine,. En conséquence, l'opposante politique Svetlana Tikhanovskaïa accuse Alexandre Loukachenko de « haute trahison », affirmant qu'« il a perdu le droit de s’exprimer au nom du peuple biélorusse » et décrétant en conséquence la formation d'un gouvernement en exil,.
- Droits de l'homme en Biélorussie
- Manifestations de 2020-2021 en Biélorussie
- Crise frontalière entre la Biélorussie et l'Union européenne (2021)
- Implication biélorusse dans l'invasion russe de l'Ukraine (de 2022)

### Galerie de dirigeants récents
Premiers ministres :

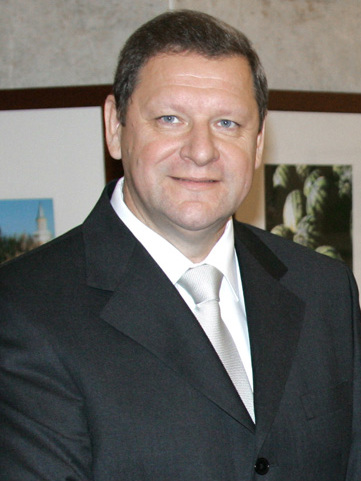
Sergueï Sidorski 2003-2010
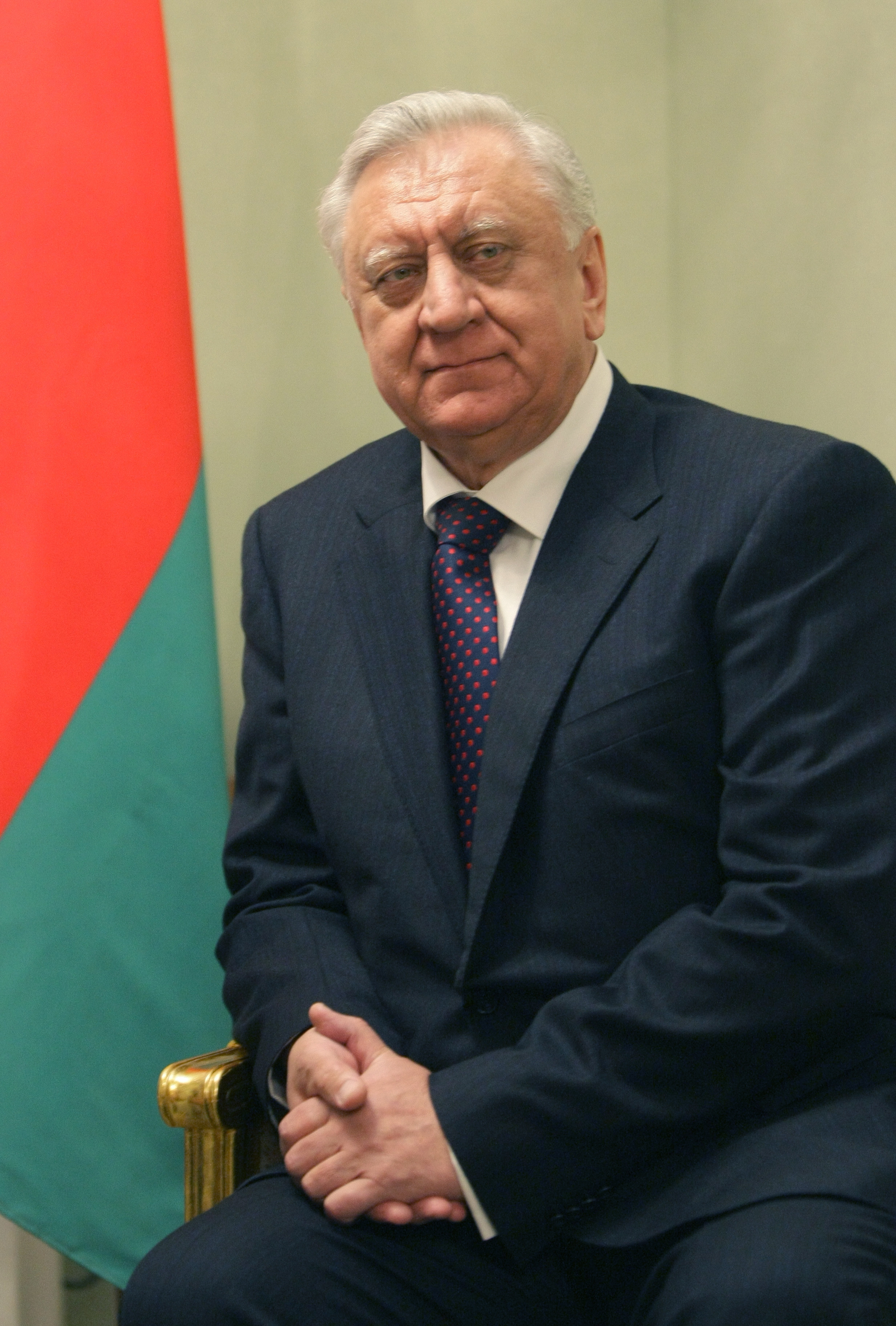
Mikhaïl Miasnikovitch 2010-2014
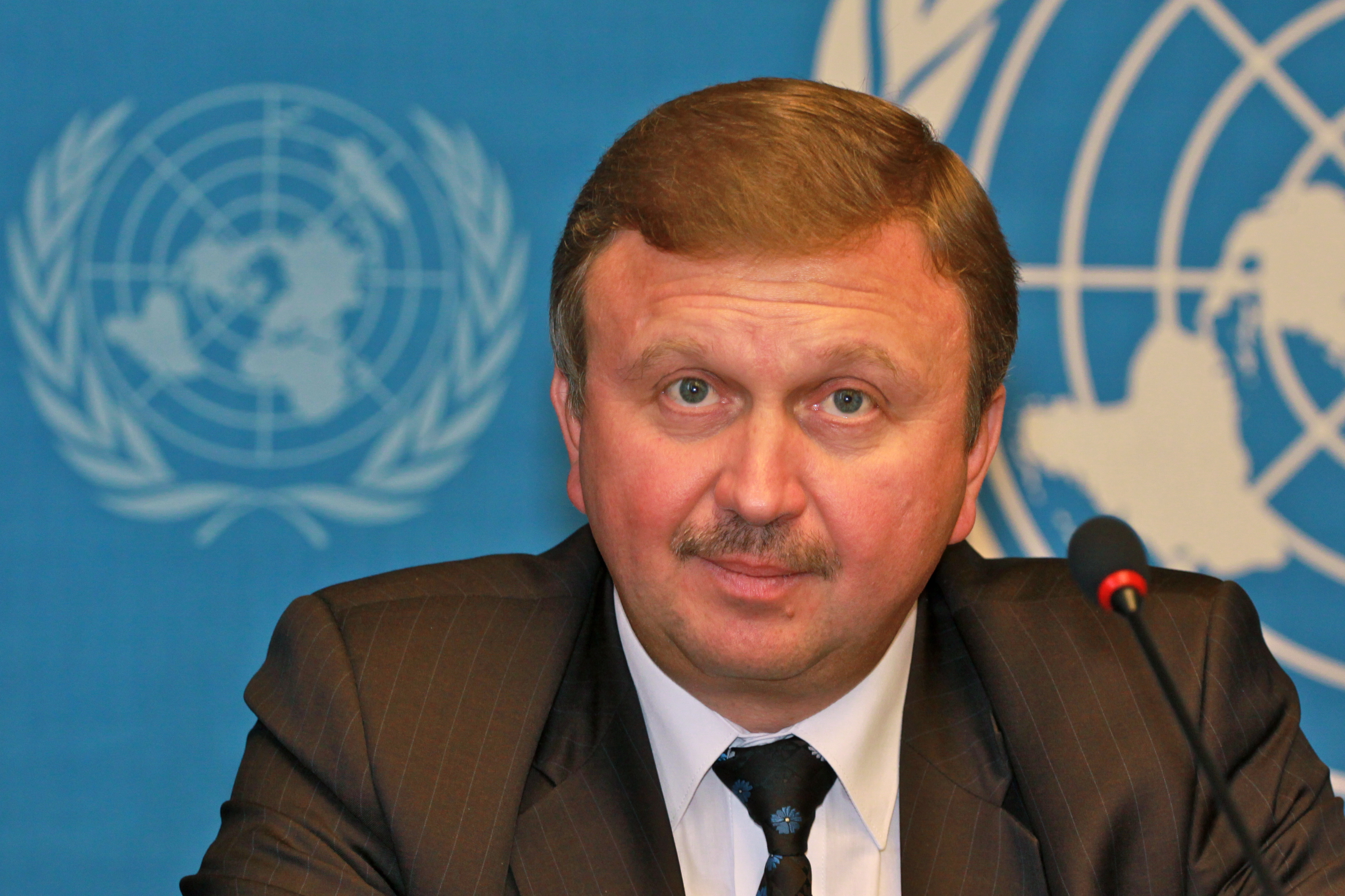
Andreï Kobiakov 2014-2018
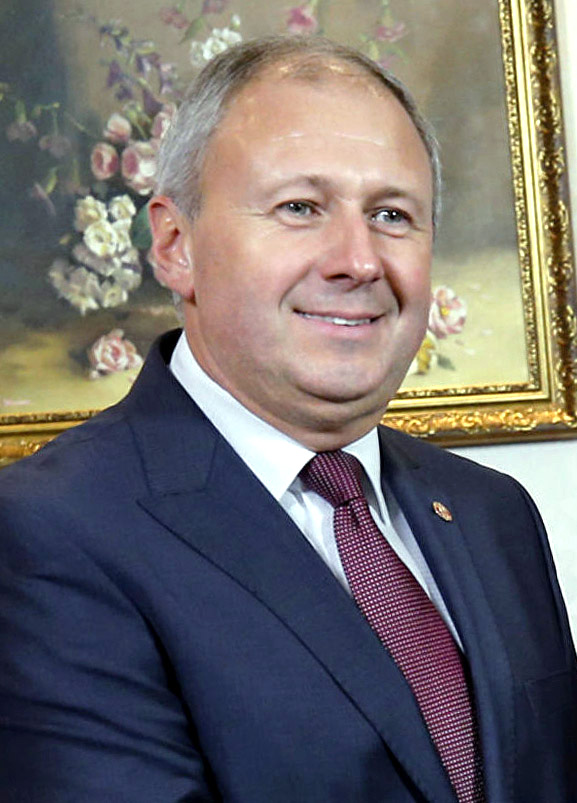
Sergueï Roumas 2018-2020
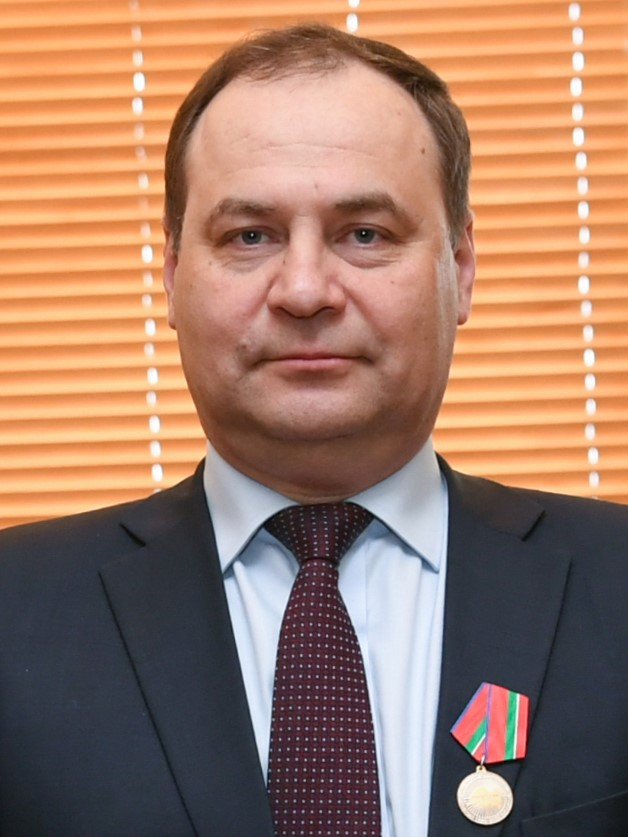
Roman Golovtchenko 2020-2025
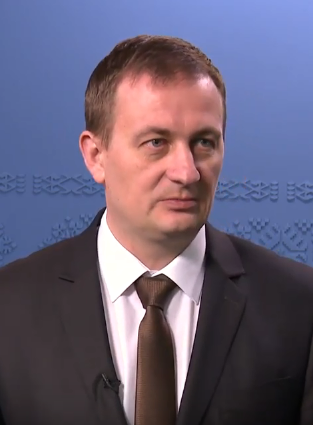
Alexandre Tourtchine 2025-présent

## Évolution des territoires

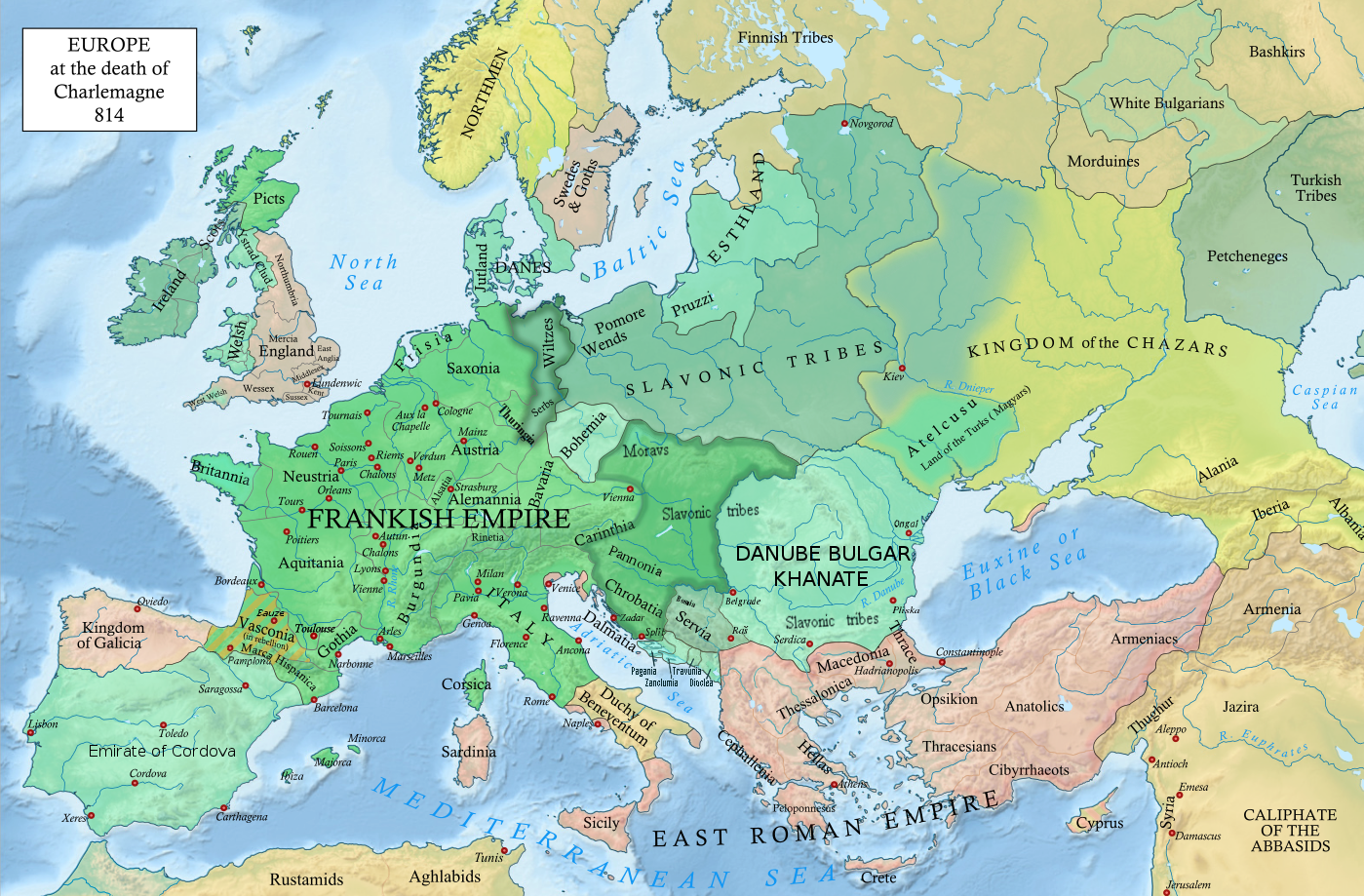
814.
XIe siècle.
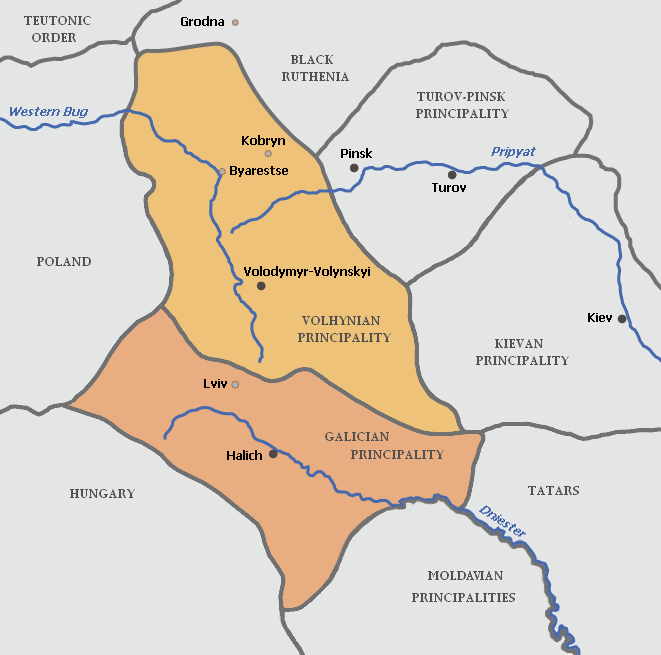
1340.
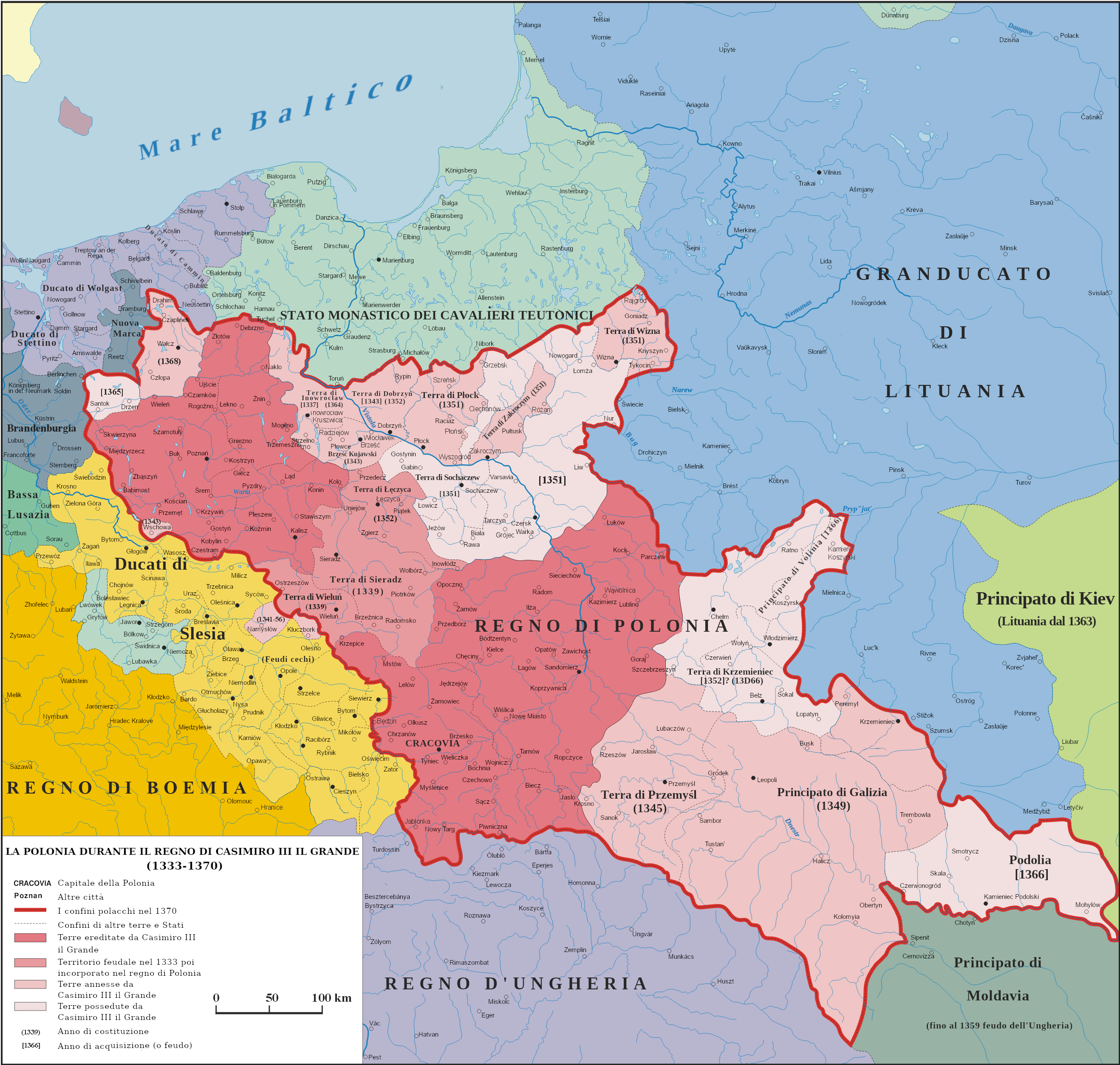
1370.
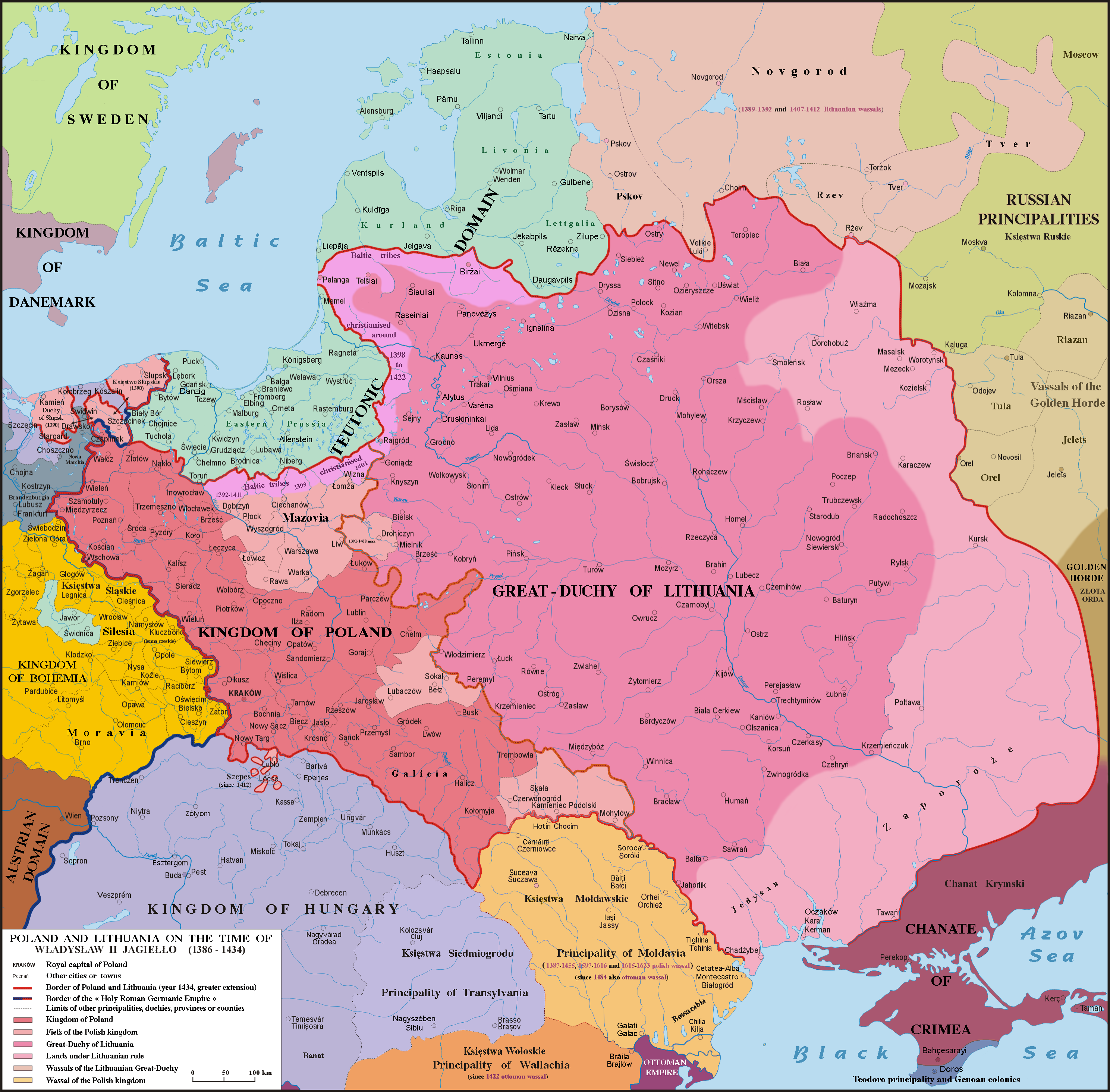
XIVe siècle.
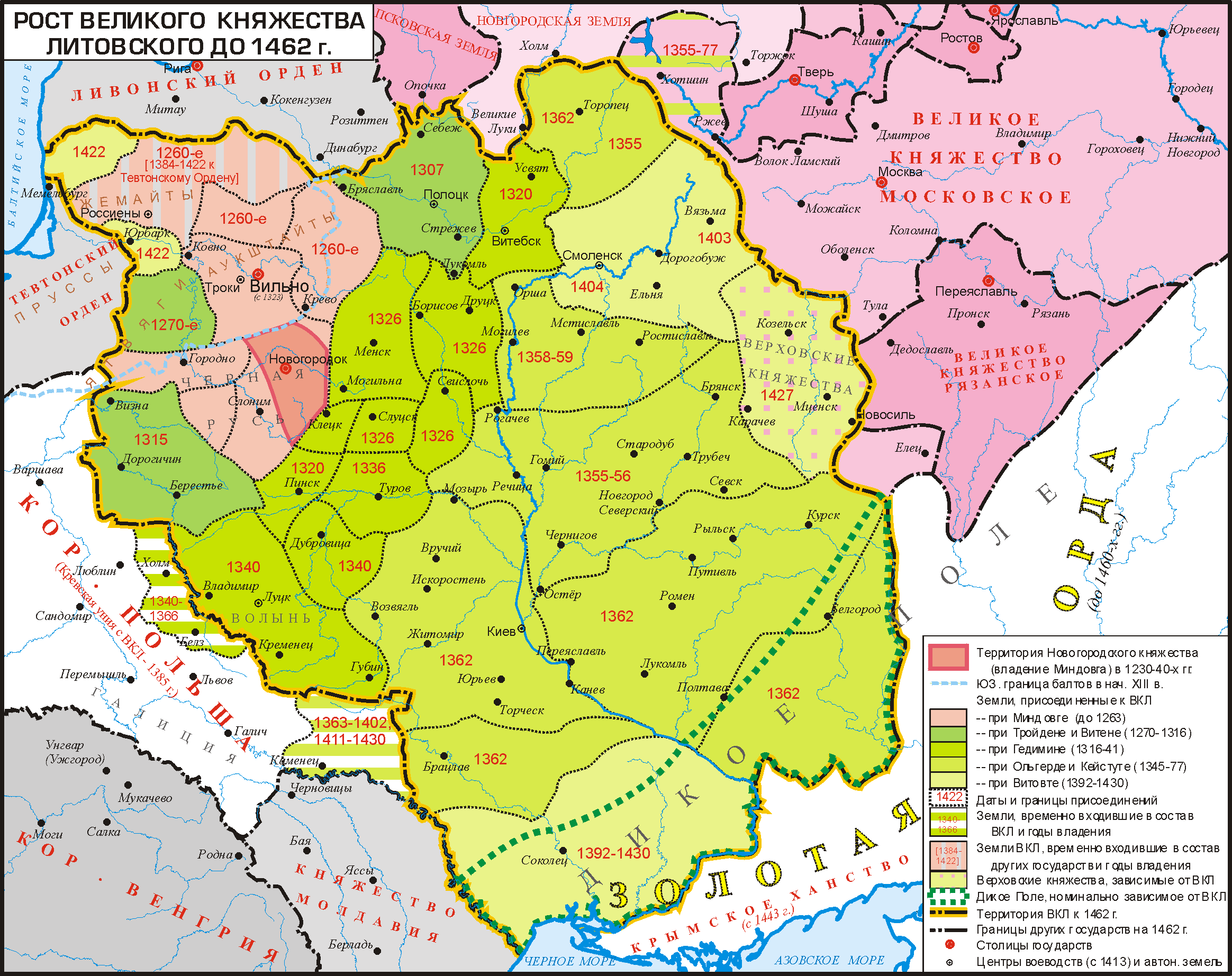
1462.
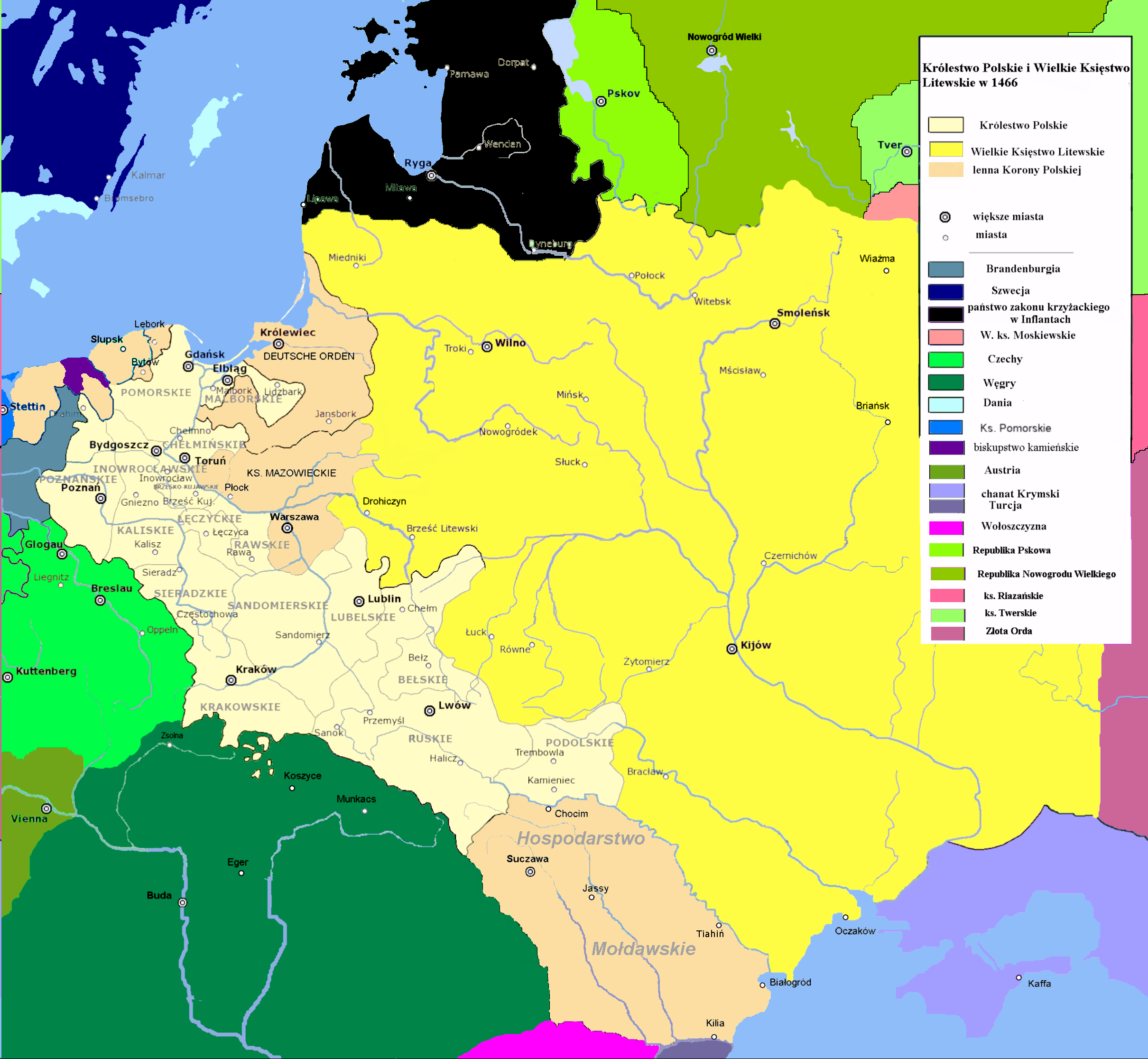
1466.
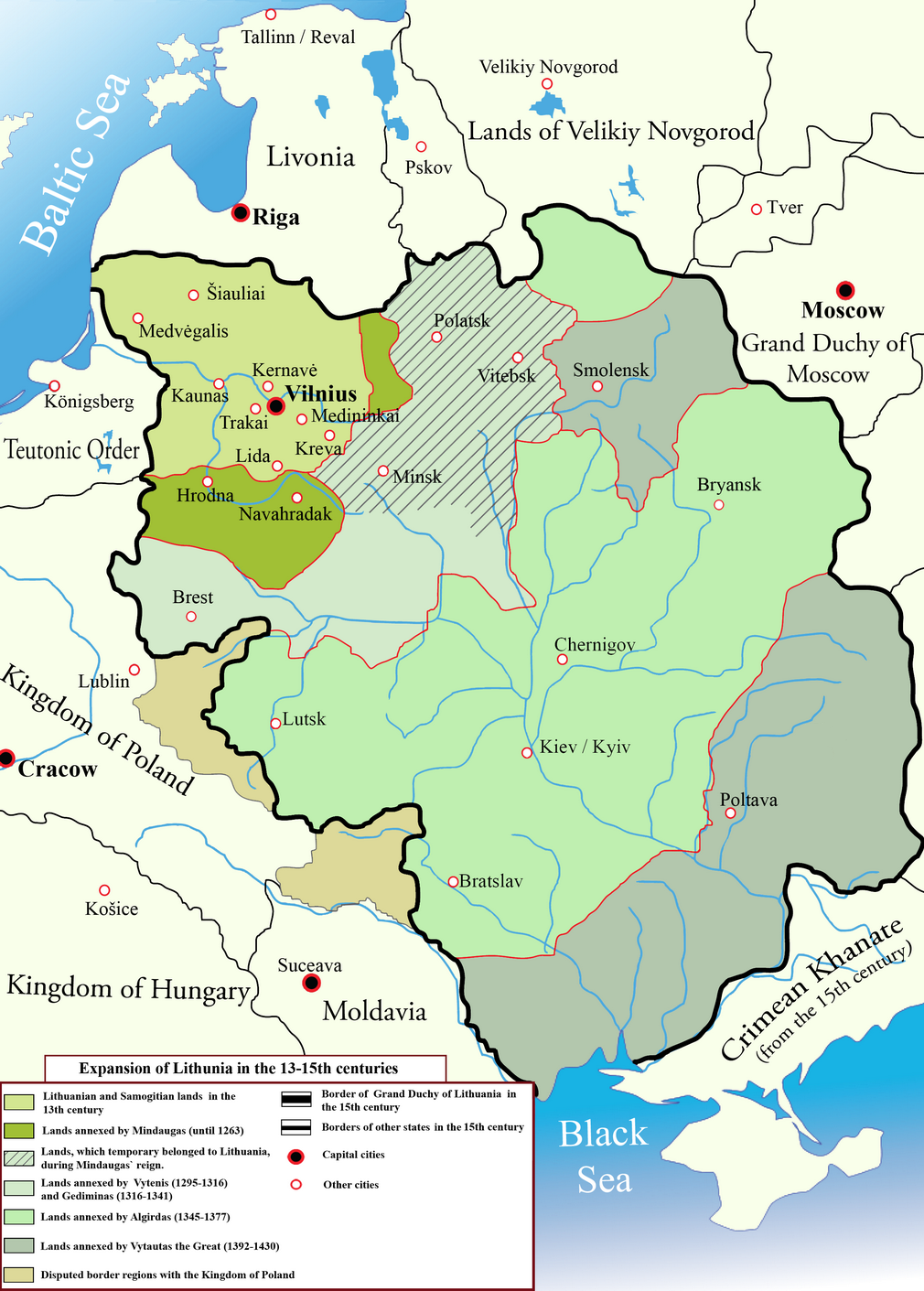
XVe siècle.
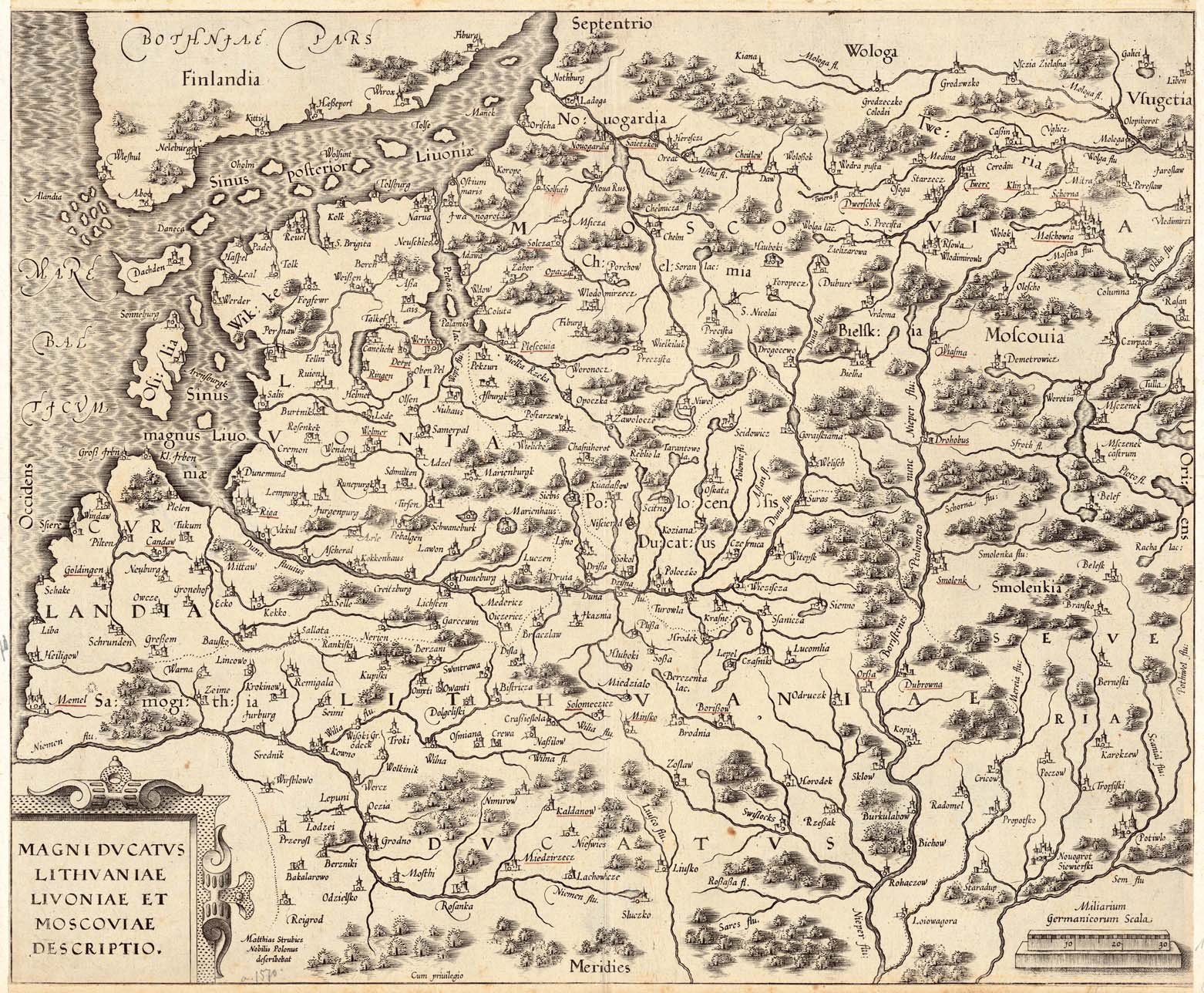
1586.
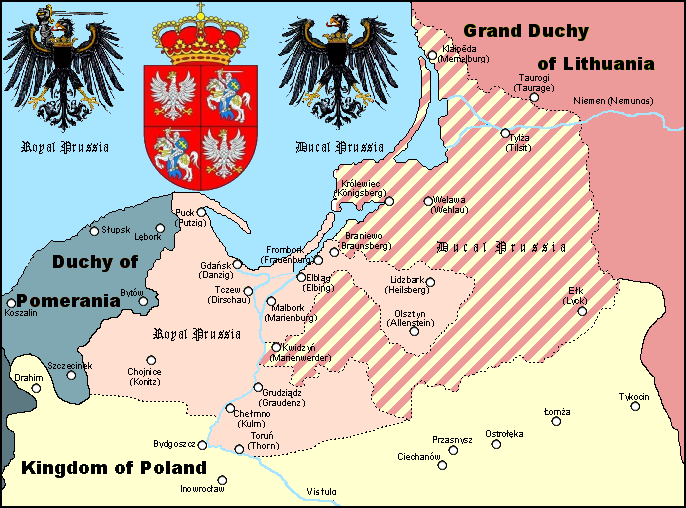
XVIe siècle.
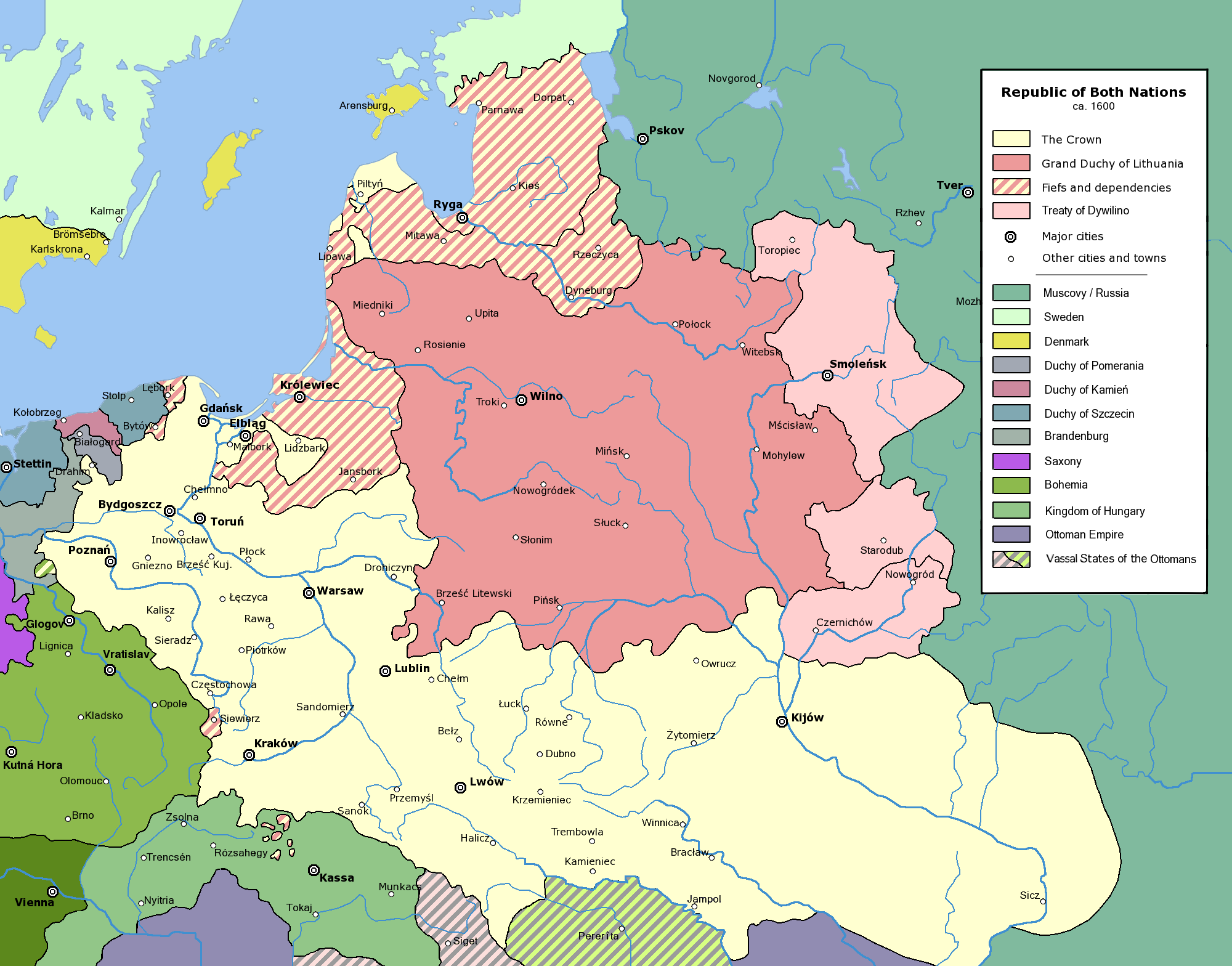
1600.
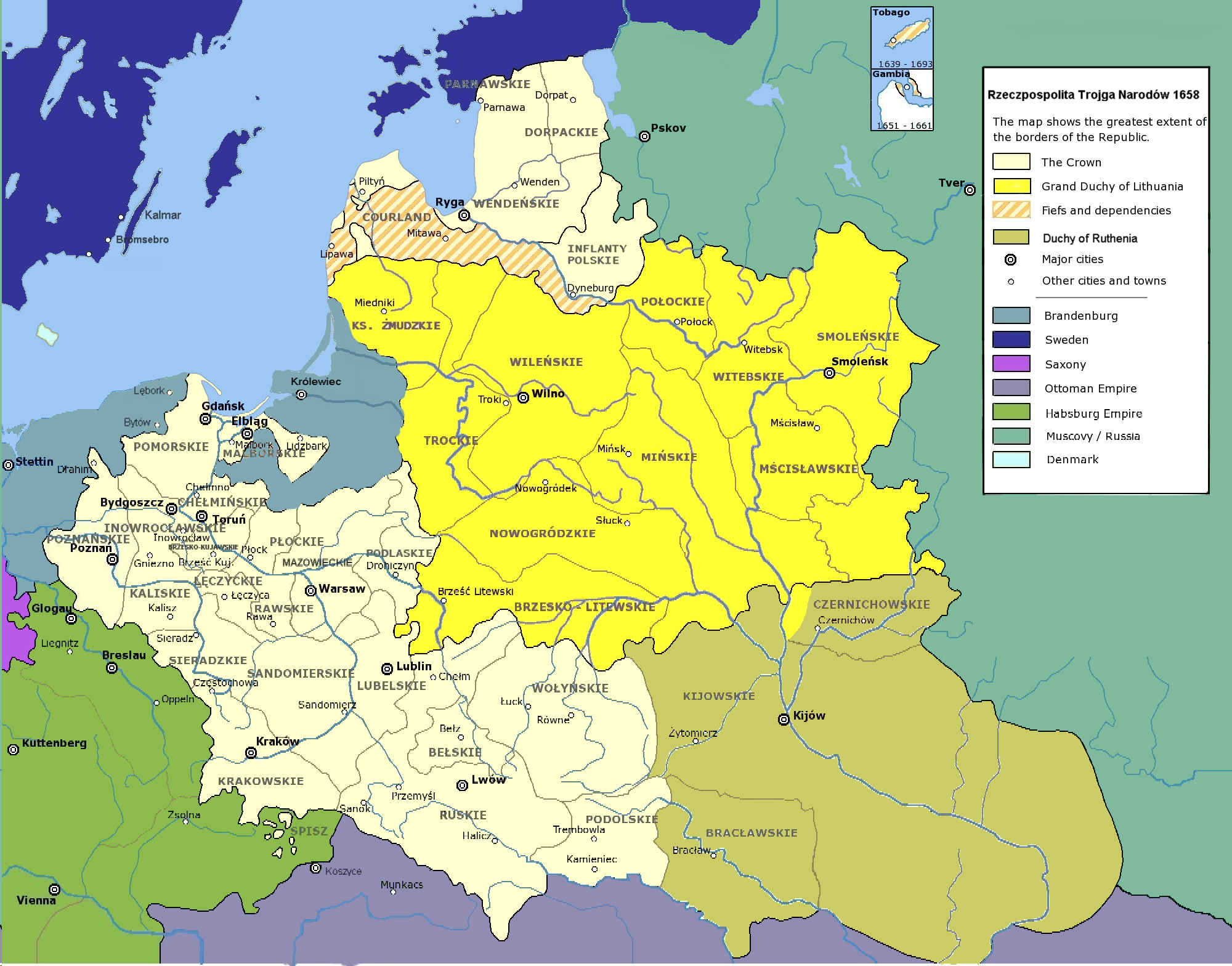
1658.
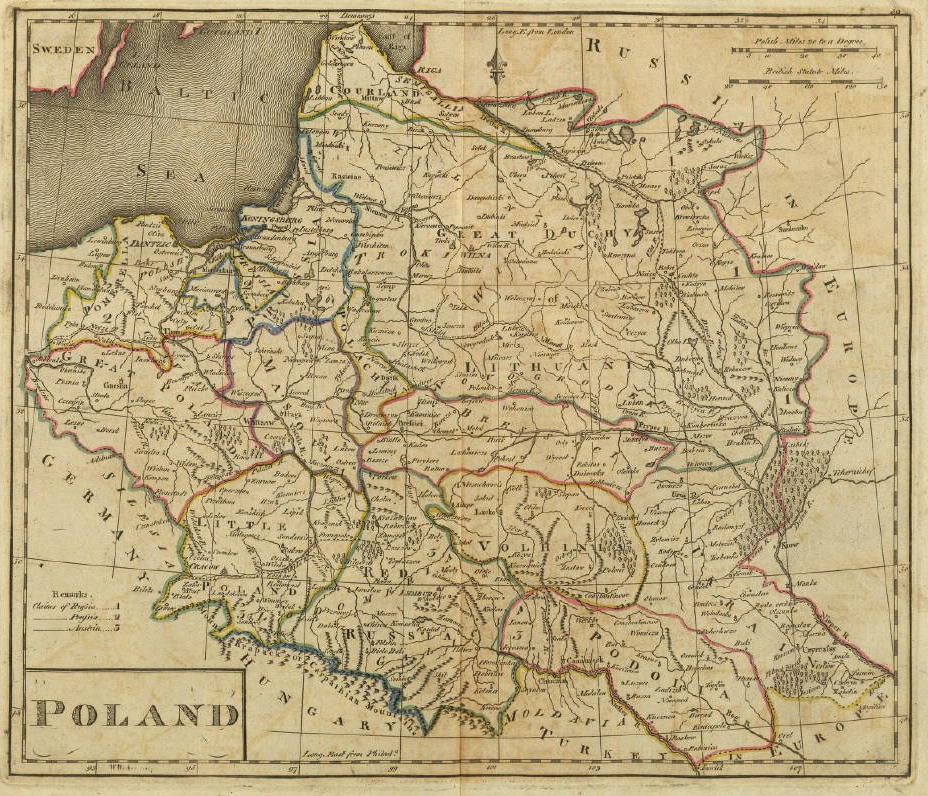
1772.
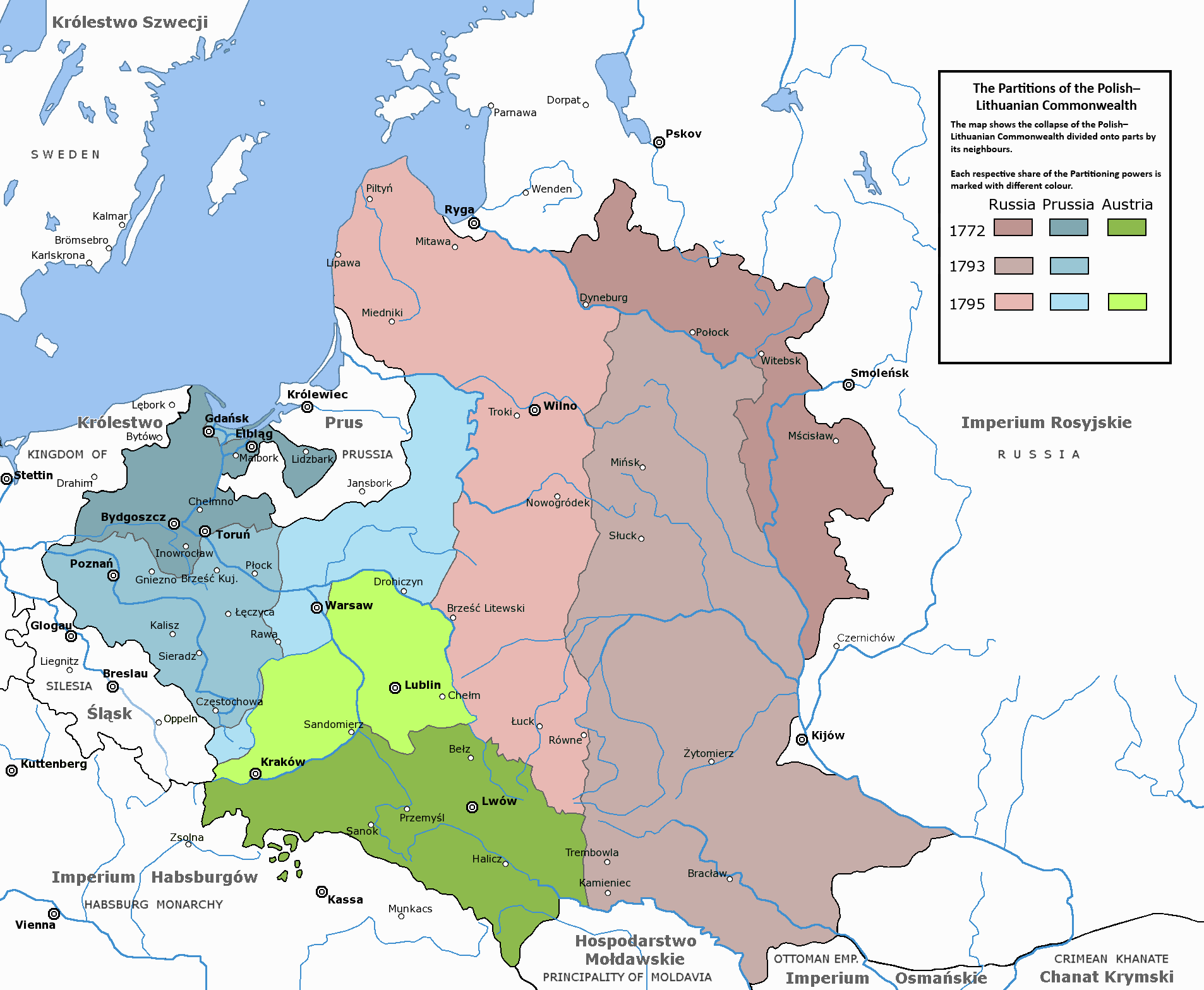
1795.
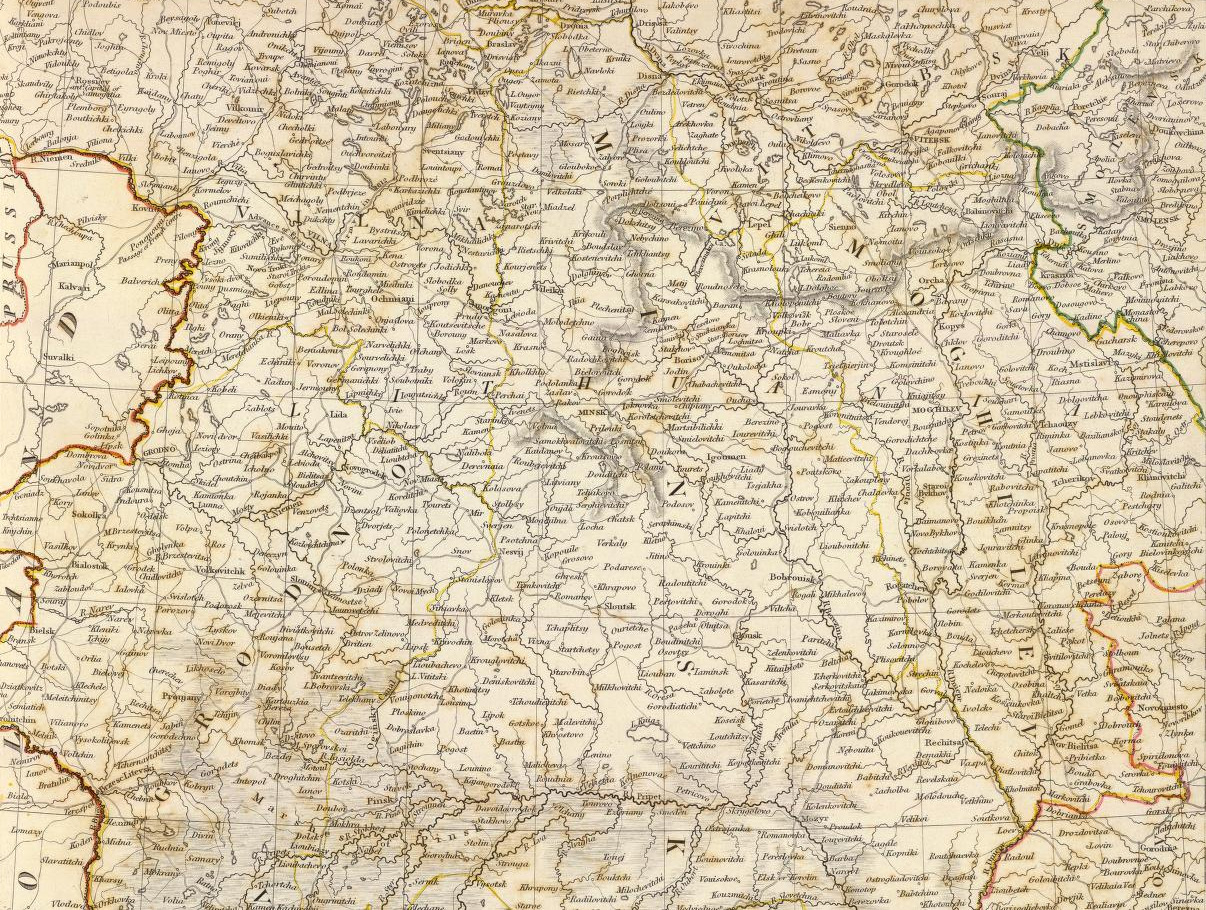
1835.
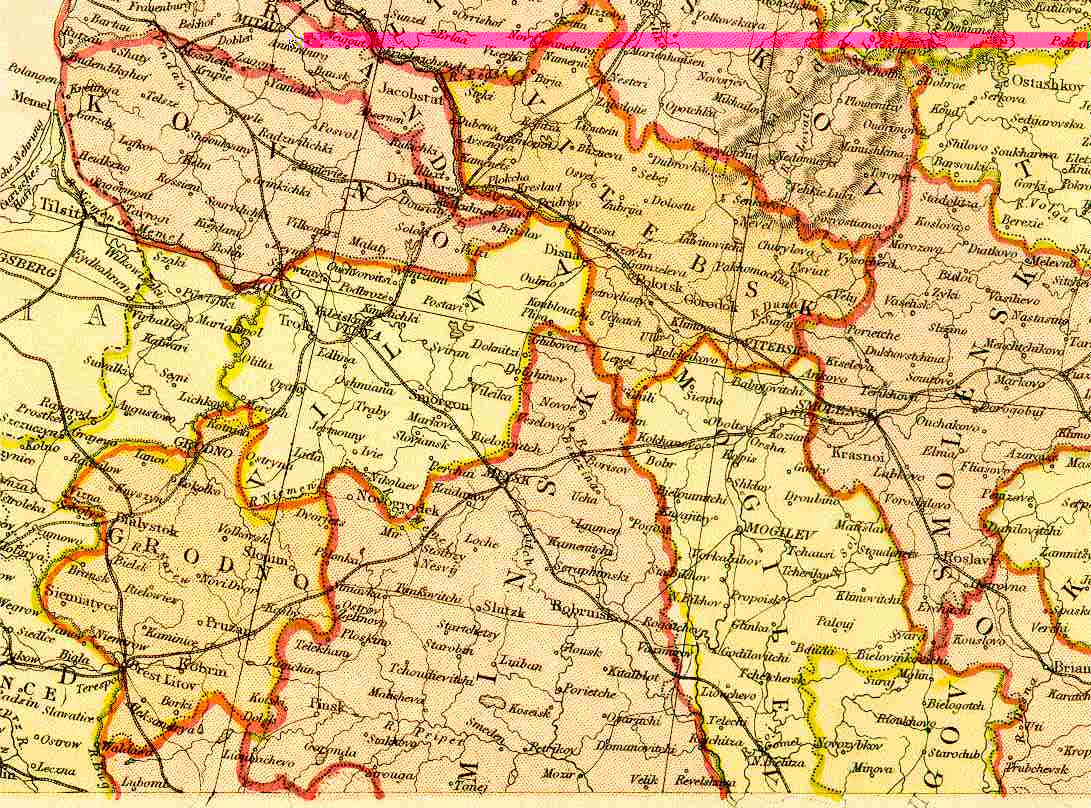
1882.
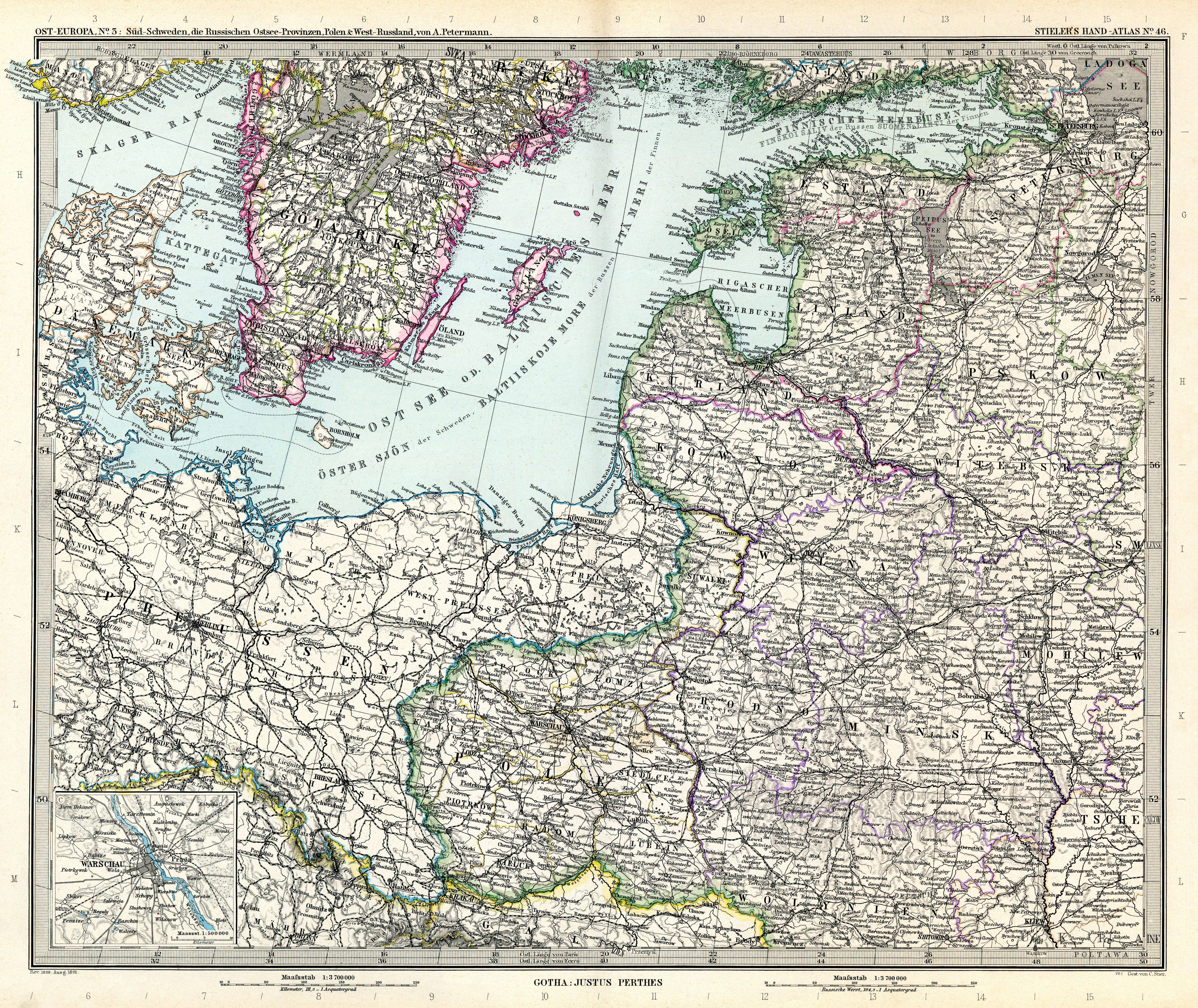
1891.
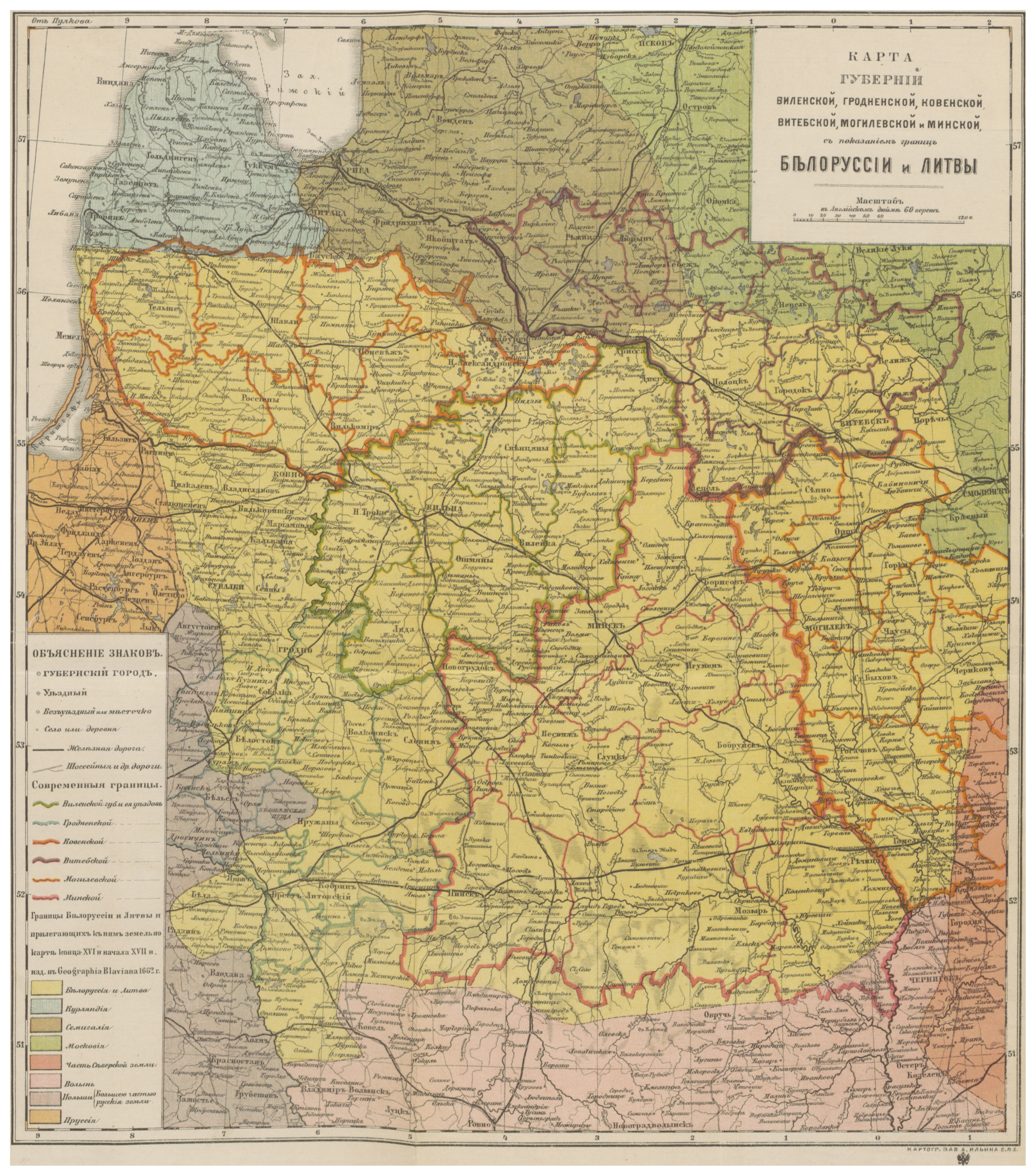
1897.
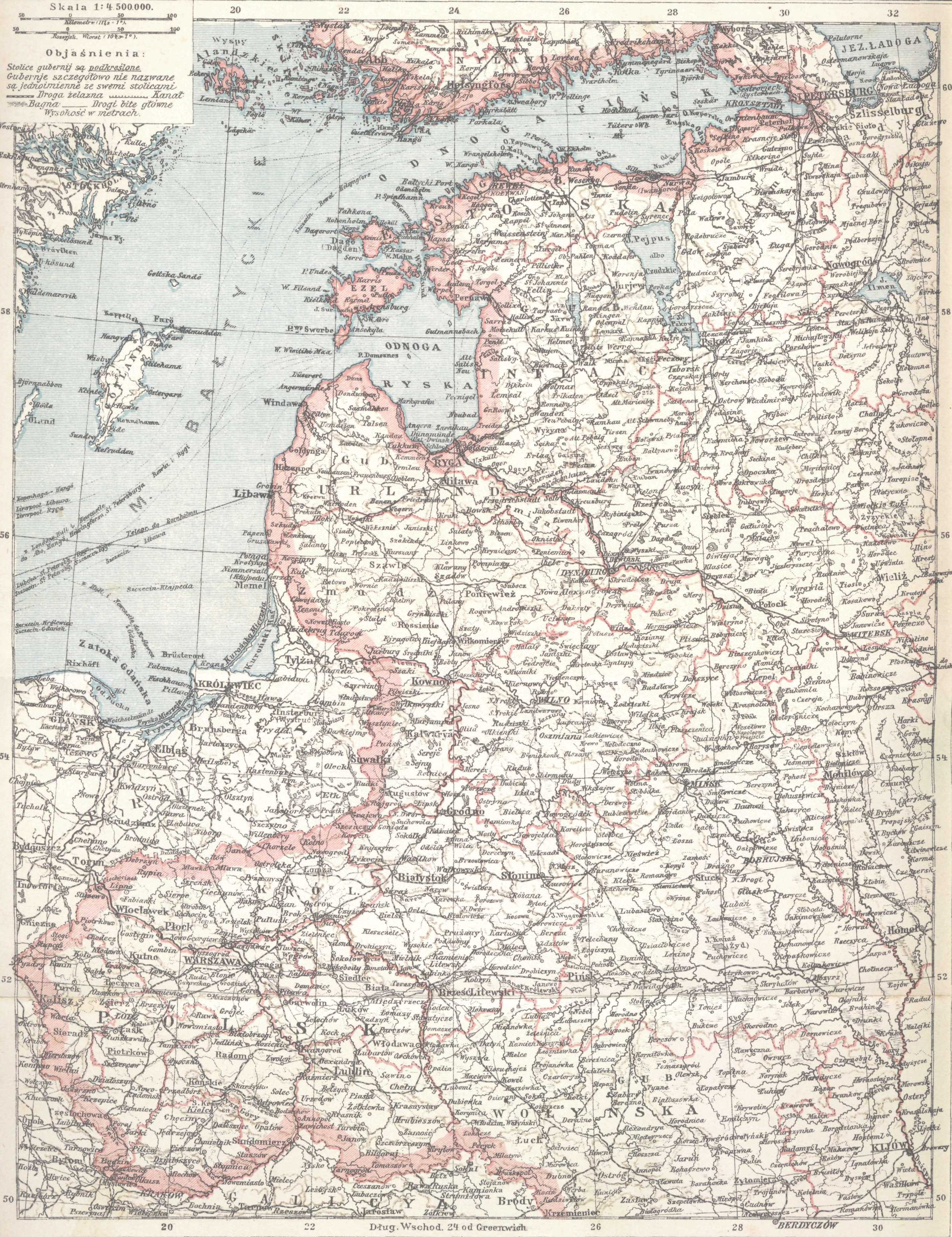
1902.
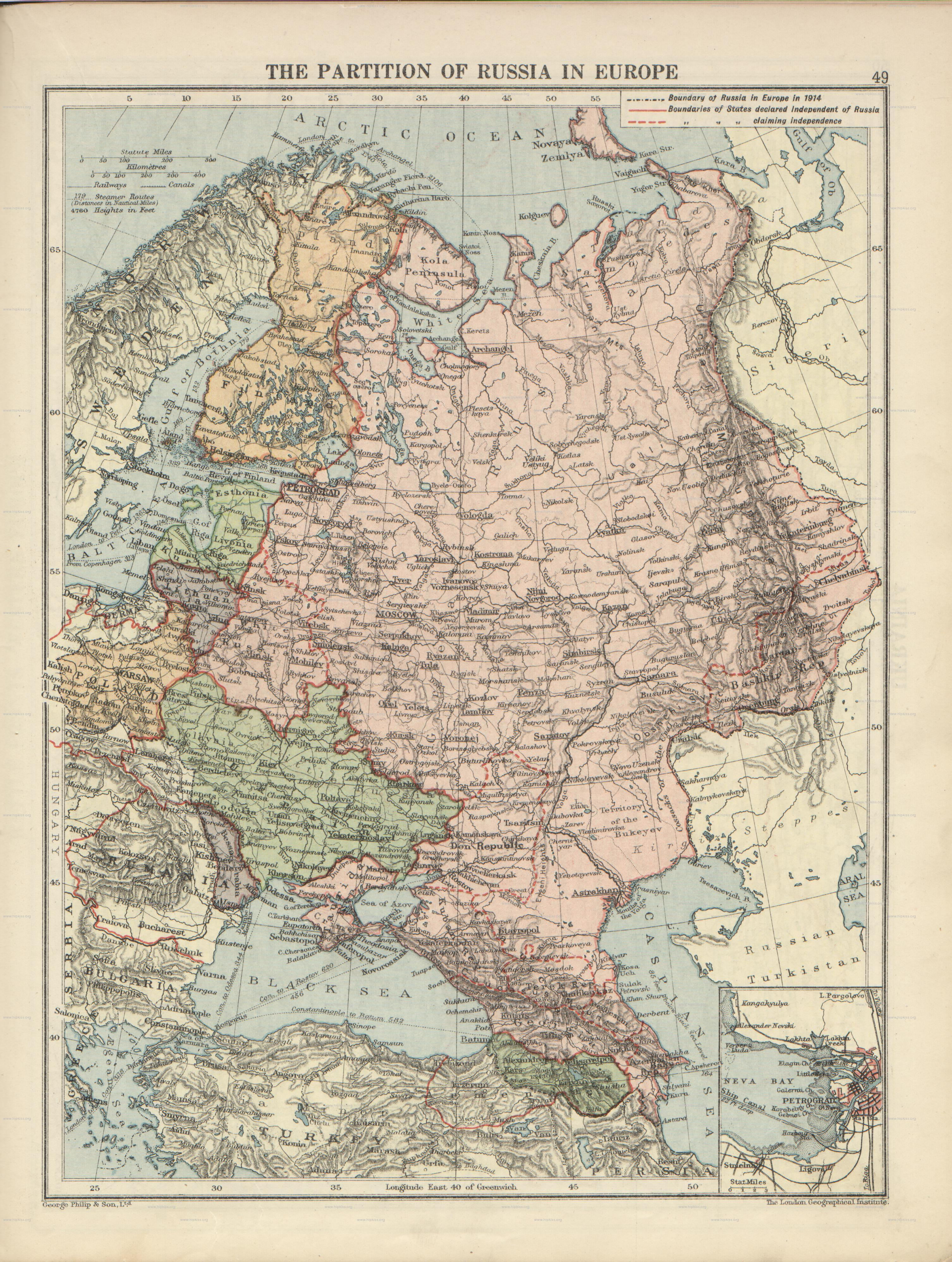
1918.
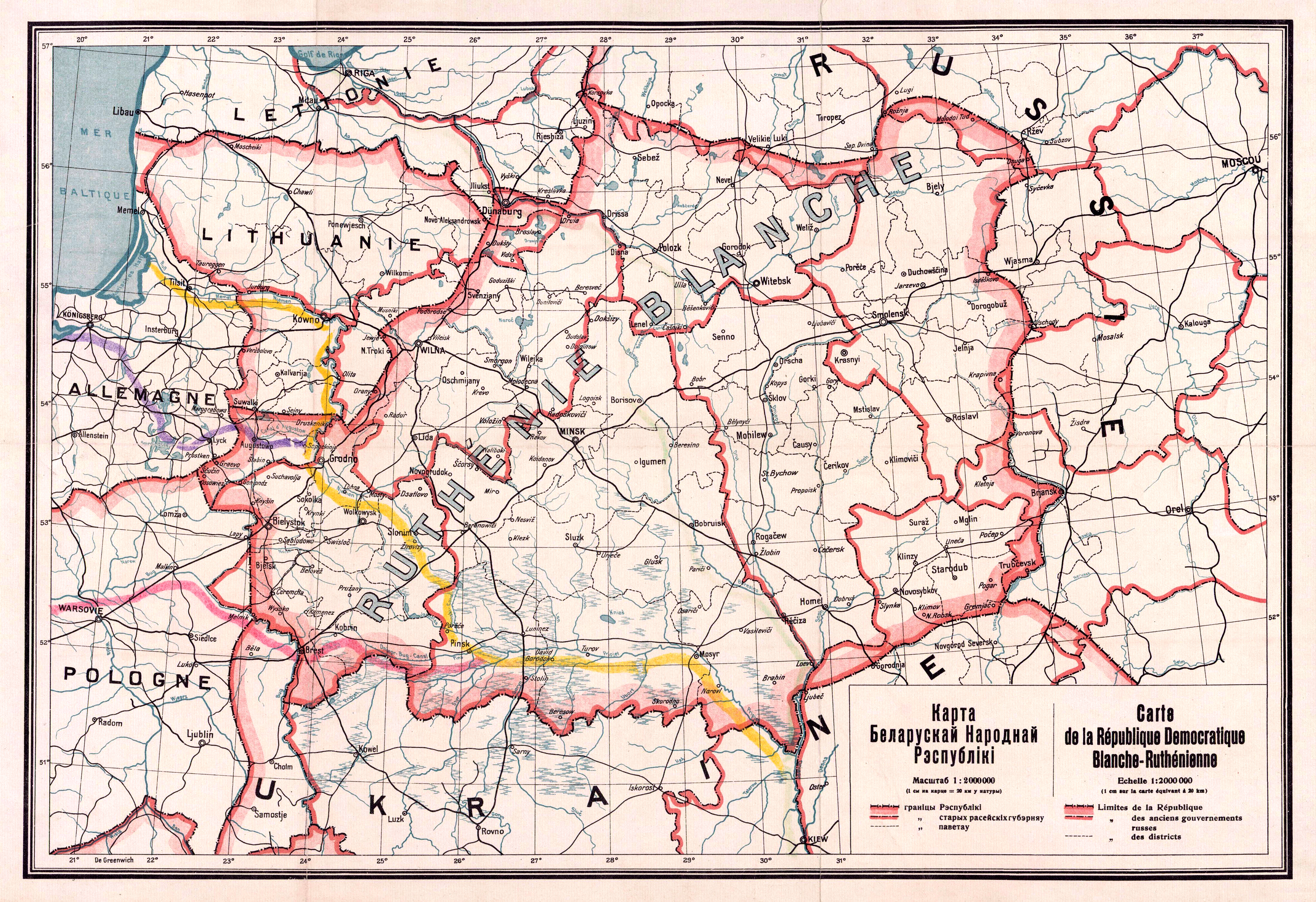
1918.
1919.
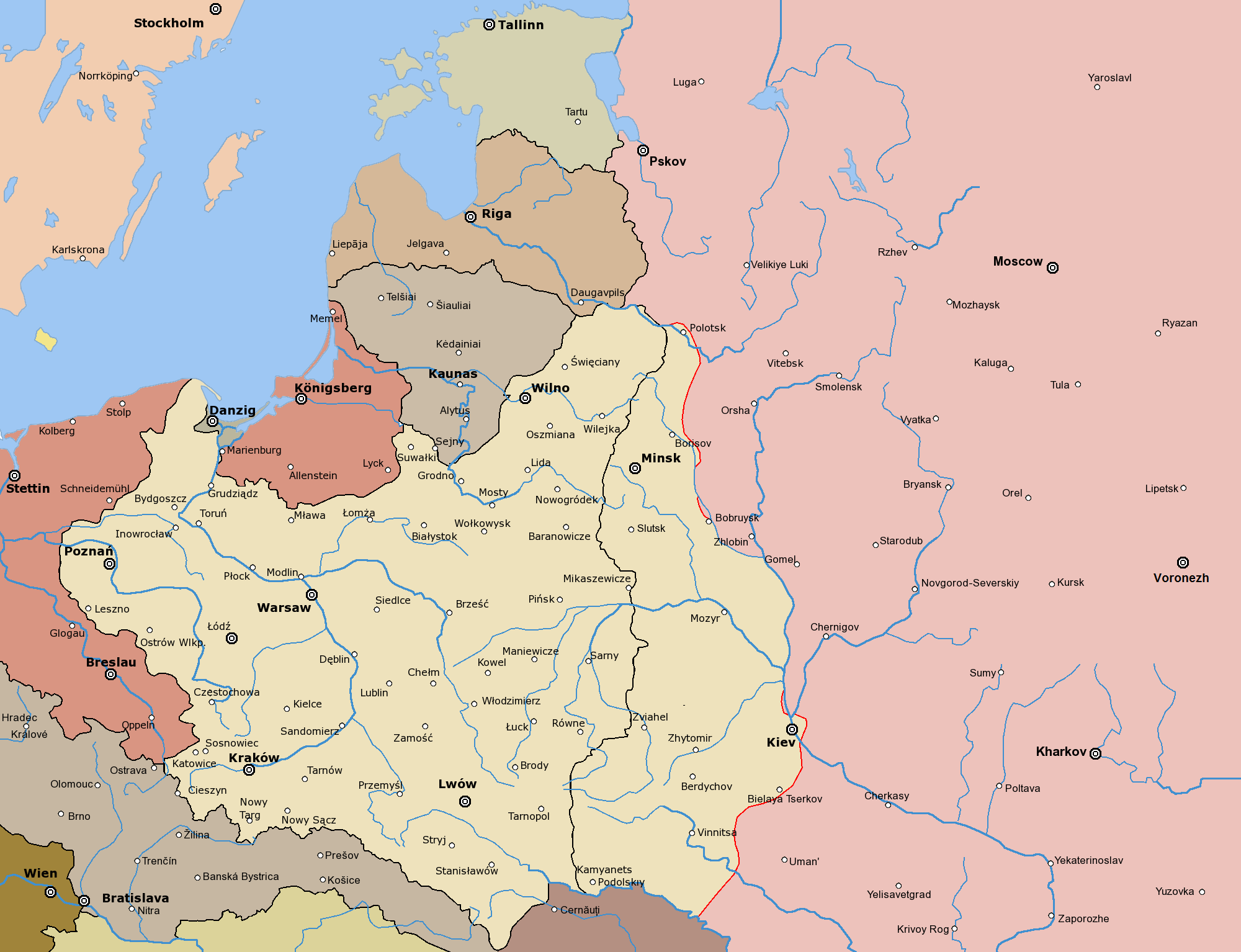
1920.
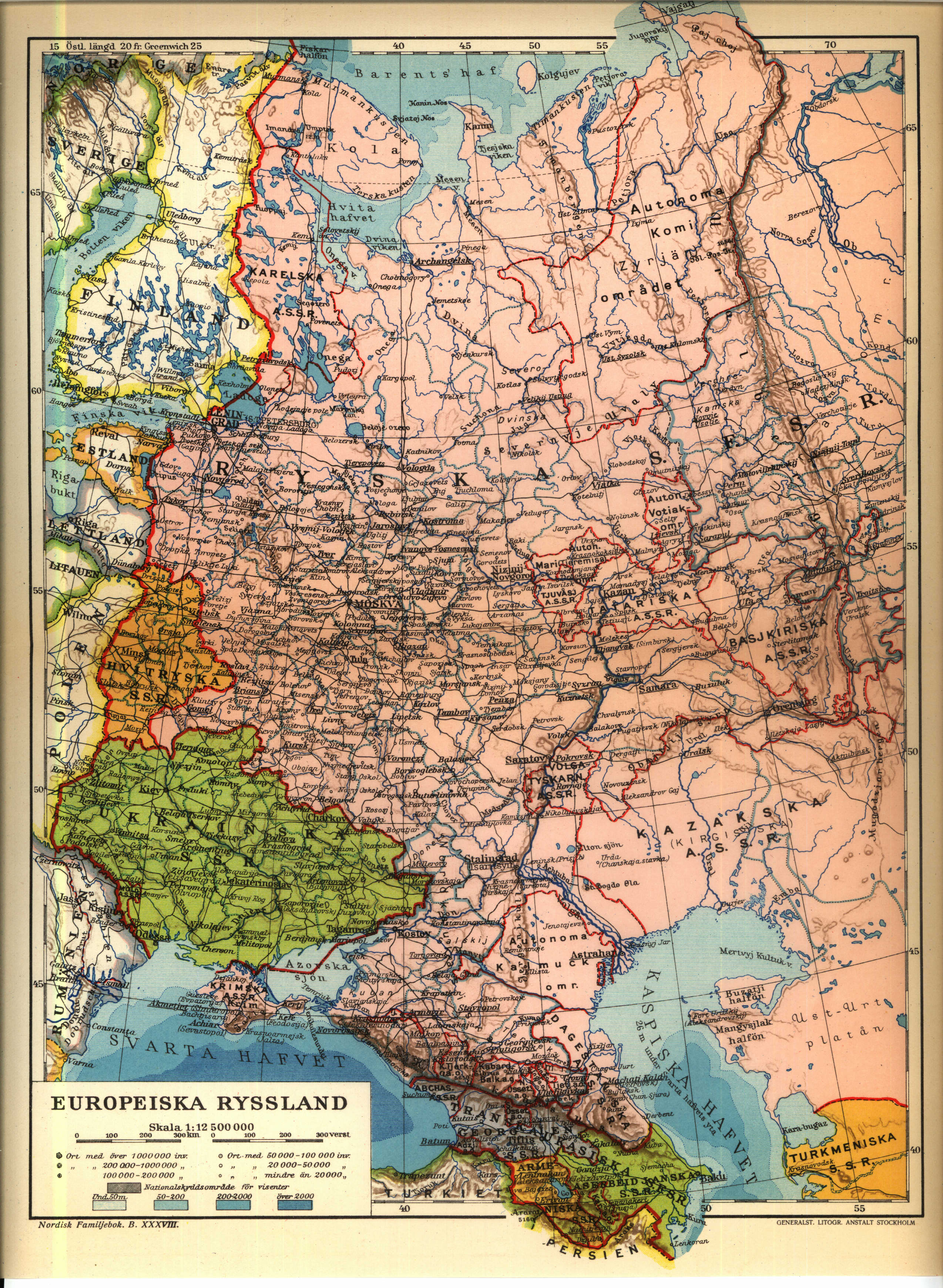
1926.
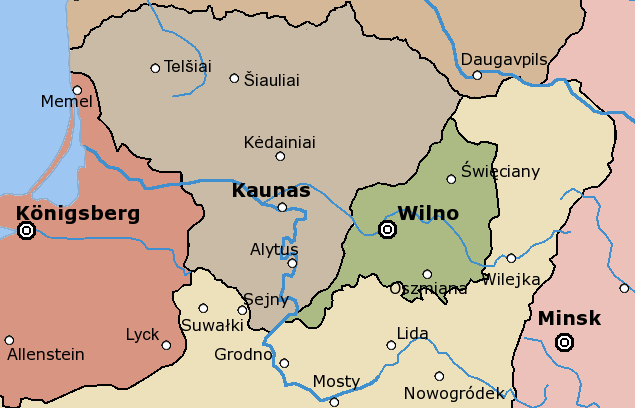
1920 - 1922.
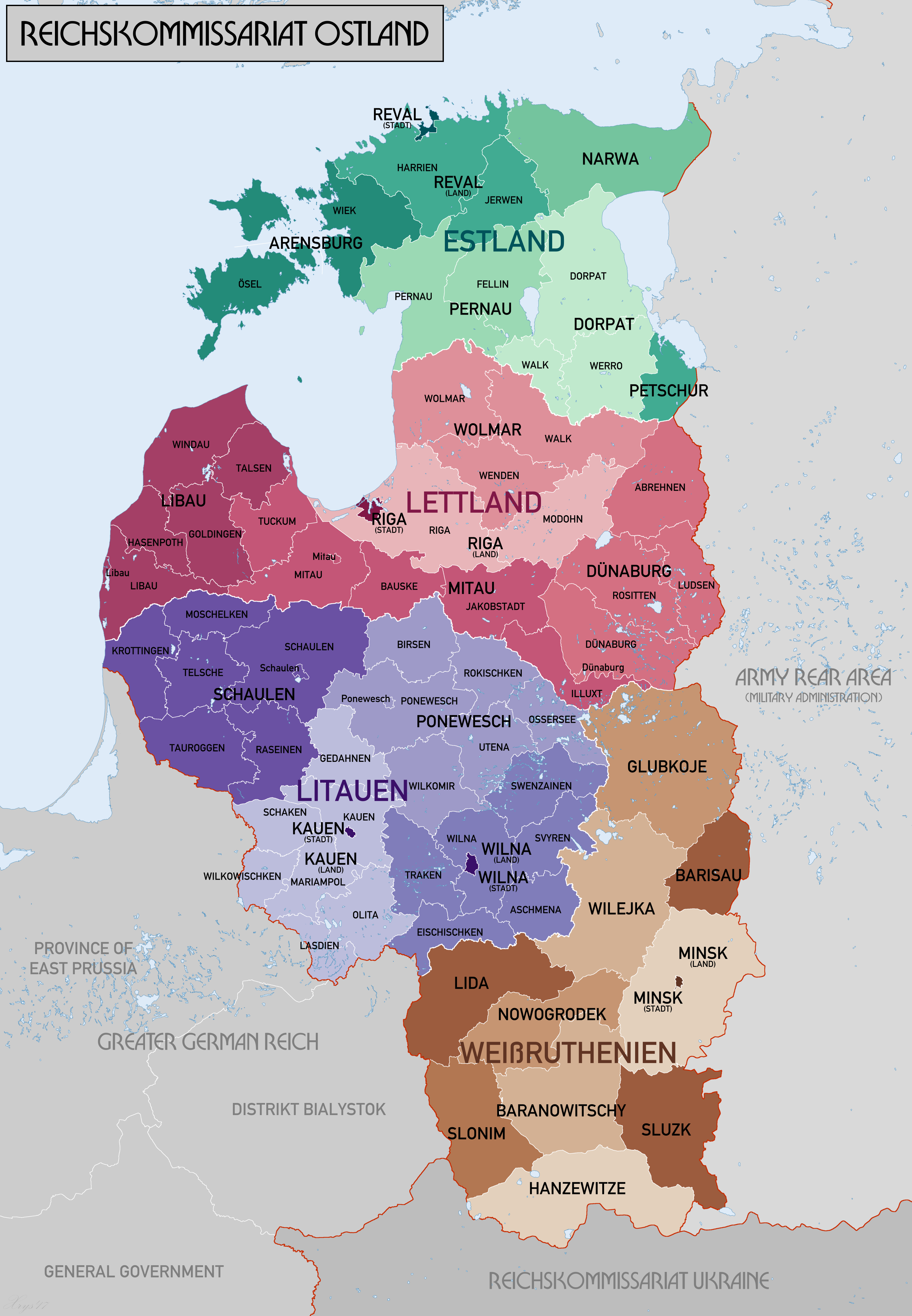
1943.
1941-1944
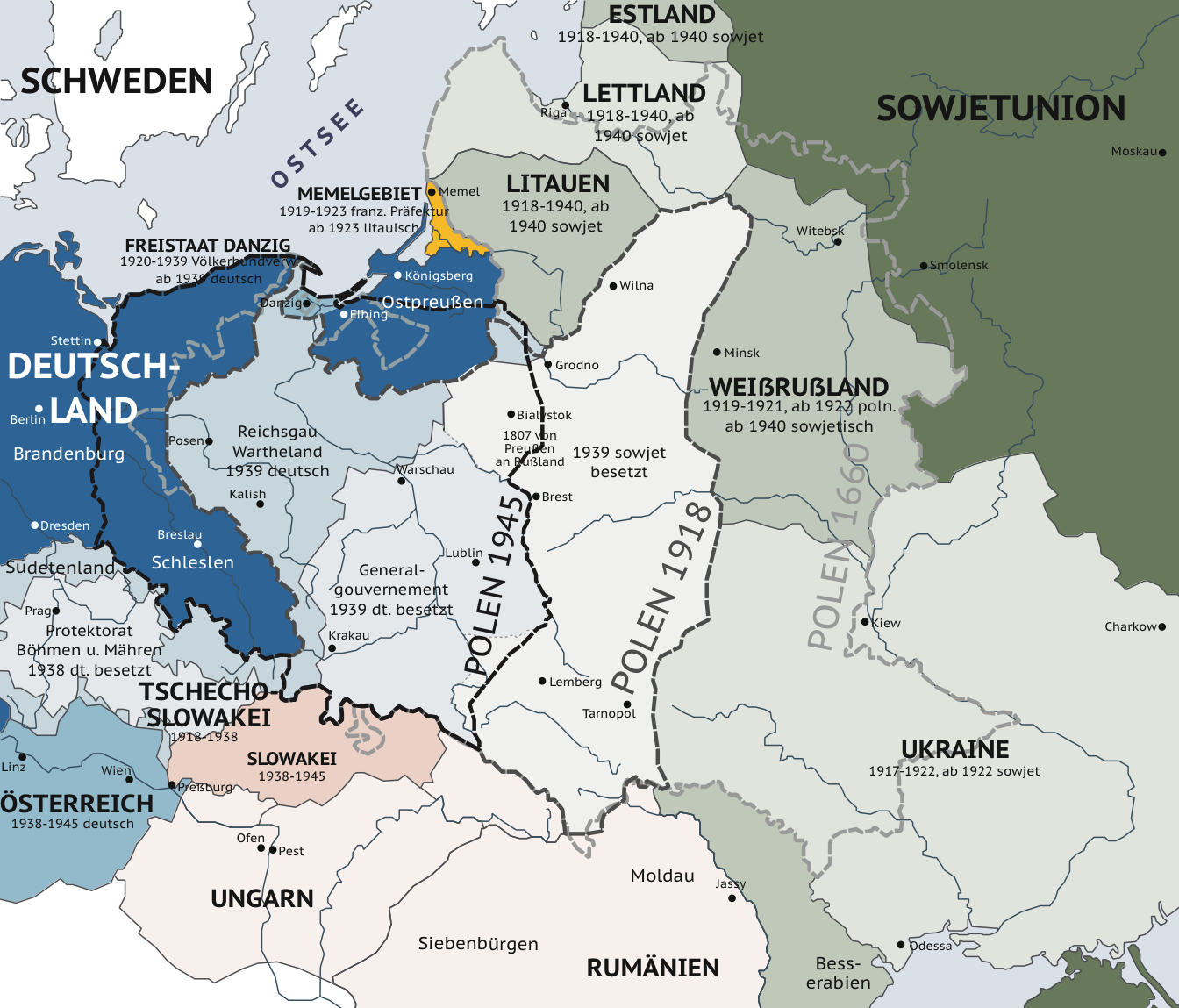
1945.
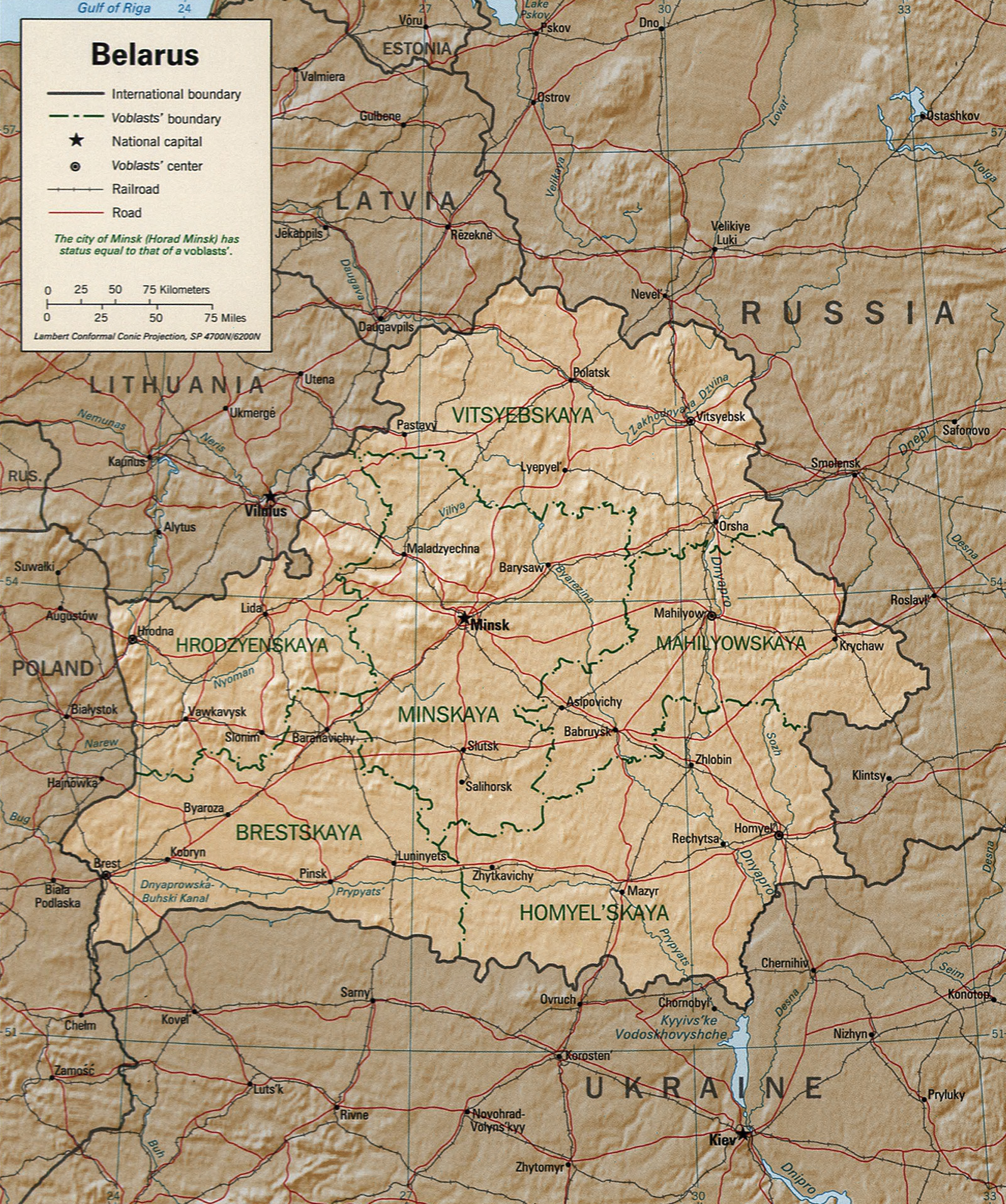
1997.

#### Autres
- Démographie de la Biélorussie, Économie de la Biélorussie
- Liste des guerres de la Biélorussie
- Liste des massacres en Biélorussie
- Protestations en Biélorussie (en)
- Catastrophes en Biélorussie
- Histoire des Juifs en Biélorussie, Pogroms en Biélorussie pendant la guerre civile russe (1918-1922), Massacre de Pinsk (1920)
- Politique en Biélorussie, nationalisme biélorusse
  - Liste des chefs d'État de Biélorussie, liste des Premiers ministres de Biélorussie
- Histoire de la Russie, Histoire de la Pologne, Histoire de la Lituanie, Histoire de l'Ukraine
- Relations entre la Biélorussie et la Russie, Relations entre la Biélorussie et l'Ukraine